# Lista de asteroides (164001-165000)
Esta é uma lista parcial de asteroides, do asteroide número 164001 até o 165000, inclusive. Veja também o índice com todas as listas disponíveis.

| Objeto Próximos à Terra | Cinturão de asteroides (interno) | Cinturão de asteroides (externo) | Centauro       |
| Cruzador de Marte       | Cinturão de asteroides (meio)    | Troianos de Júpiter              | Transnetuniano |

Veja mais dados de cada asteroide na ligação externa para o Minor Planet Center na última coluna.
Índice: 164001... 164101... 164201... 164301... 164401... 164501... 164601... 164701... 164801... 164901... 

## 164001–164100
| Designação     | Designação | Descoberta  | Descoberta    | Descobridor(es) | Categoria | Mais informações / Referência |
| Permanente     | Provisória | Data        | Local         | Descobridor(es) | Categoria | Mais informações / Referência |
| -------------- | ---------- | ----------- | ------------- | --------------- | --------- | ----------------------------- |
| 164001         | 2003 UP170 | 22 out 2003 | Kitt Peak     | Spacewatch      | —         | MPC                           |
| 164002         | 2003 UU172 | 20 out 2003 | Socorro       | LINEAR          | —         | MPC                           |
| 164003         | 2003 UE174 | 21 out 2003 | Kitt Peak     | Spacewatch      | —         | MPC                           |
| 164004         | 2003 UR174 | 21 out 2003 | Kitt Peak     | Spacewatch      | —         | MPC                           |
| 164005         | 2003 US185 | 21 out 2003 | Kitt Peak     | Spacewatch      | —         | MPC                           |
| 164006 Thierry | 2003 UT185 | 21 out 2003 | Saint-Sulpice | B. Christophe   | —         | MPC                           |
| 164007         | 2003 UW186 | 22 out 2003 | Socorro       | LINEAR          | —         | MPC                           |
| 164008         | 2003 UJ189 | 22 out 2003 | Kitt Peak     | Spacewatch      | —         | MPC                           |
| 164009         | 2003 UZ189 | 22 out 2003 | Kitt Peak     | Spacewatch      | —         | MPC                           |
| 164010         | 2003 UV192 | 20 out 2003 | Kitt Peak     | Spacewatch      | —         | MPC                           |
| 164011         | 2003 UX194 | 20 out 2003 | Palomar       | NEAT            | —         | MPC                           |
| 164012         | 2003 UL197 | 21 out 2003 | Kitt Peak     | Spacewatch      | —         | MPC                           |
| 164013         | 2003 UT197 | 21 out 2003 | Anderson Mesa | LONEOS          | —         | MPC                           |
| 164014         | 2003 UO200 | 21 out 2003 | Socorro       | LINEAR          | —         | MPC                           |
| 164015         | 2003 UC203 | 21 out 2003 | Kitt Peak     | Spacewatch      | —         | MPC                           |
| 164016         | 2003 UK204 | 21 out 2003 | Kitt Peak     | Spacewatch      | —         | MPC                           |
| 164017         | 2003 UL206 | 22 out 2003 | Socorro       | LINEAR          | —         | MPC                           |
| 164018         | 2003 UP207 | 22 out 2003 | Socorro       | LINEAR          | —         | MPC                           |
| 164019         | 2003 UR208 | 22 out 2003 | Kitt Peak     | Spacewatch      | —         | MPC                           |
| 164020         | 2003 UC219 | 21 out 2003 | Socorro       | LINEAR          | —         | MPC                           |
| 164021         | 2003 UQ220 | 21 out 2003 | Anderson Mesa | LONEOS          | —         | MPC                           |
| 164022         | 2003 UA222 | 22 out 2003 | Socorro       | LINEAR          | —         | MPC                           |
| 164023         | 2003 UZ222 | 22 out 2003 | Socorro       | LINEAR          | —         | MPC                           |
| 164024         | 2003 UZ224 | 22 out 2003 | Socorro       | LINEAR          | —         | MPC                           |
| 164025         | 2003 UH226 | 22 out 2003 | Kitt Peak     | Spacewatch      | —         | MPC                           |
| 164026         | 2003 UT227 | 23 out 2003 | Kitt Peak     | Spacewatch      | —         | MPC                           |
| 164027         | 2003 UY232 | 24 out 2003 | Socorro       | LINEAR          | —         | MPC                           |
| 164028         | 2003 UA241 | 24 out 2003 | Kitt Peak     | Spacewatch      | —         | MPC                           |
| 164029         | 2003 UA244 | 24 out 2003 | Socorro       | LINEAR          | —         | MPC                           |
| 164030         | 2003 UJ245 | 24 out 2003 | Socorro       | LINEAR          | —         | MPC                           |
| 164031         | 2003 UQ247 | 24 out 2003 | Socorro       | LINEAR          | —         | MPC                           |
| 164032         | 2003 UR249 | 25 out 2003 | Socorro       | LINEAR          | —         | MPC                           |
| 164033         | 2003 UC251 | 25 out 2003 | Socorro       | LINEAR          | —         | MPC                           |
| 164034         | 2003 UX252 | 26 out 2003 | Kitt Peak     | Spacewatch      | —         | MPC                           |
| 164035         | 2003 UH254 | 24 out 2003 | Kitt Peak     | Spacewatch      | —         | MPC                           |
| 164036         | 2003 UZ255 | 25 out 2003 | Socorro       | LINEAR          | —         | MPC                           |
| 164037         | 2003 UP257 | 25 out 2003 | Socorro       | LINEAR          | —         | MPC                           |
| 164038         | 2003 UP264 | 27 out 2003 | Socorro       | LINEAR          | —         | MPC                           |
| 164039         | 2003 UE265 | 27 out 2003 | Socorro       | LINEAR          | —         | MPC                           |
| 164040         | 2003 UQ265 | 27 out 2003 | Kitt Peak     | Spacewatch      | —         | MPC                           |
| 164041         | 2003 UF266 | 28 out 2003 | Socorro       | LINEAR          | —         | MPC                           |
| 164042         | 2003 UO269 | 29 out 2003 | Catalina      | CSS             | —         | MPC                           |
| 164043         | 2003 UM278 | 25 out 2003 | Socorro       | LINEAR          | —         | MPC                           |
| 164044         | 2003 US279 | 27 out 2003 | Kitt Peak     | Spacewatch      | —         | MPC                           |
| 164045         | 2003 UC283 | 29 out 2003 | Anderson Mesa | LONEOS          | —         | MPC                           |
| 164046         | 2003 UW283 | 30 out 2003 | Socorro       | LINEAR          | Phocaea   | MPC                           |
| 164047         | 2003 UL296 | 16 out 2003 | Kitt Peak     | Spacewatch      | —         | MPC                           |
| 164048         | 2003 UO298 | 16 out 2003 | Kitt Peak     | Spacewatch      | —         | MPC                           |
| 164049         | 2003 UC302 | 17 out 2003 | Kitt Peak     | Spacewatch      | —         | MPC                           |
| 164050         | 2003 UO307 | 18 out 2003 | Kitt Peak     | Spacewatch      | —         | MPC                           |
| 164051         | 2003 UL314 | 19 out 2003 | Kitt Peak     | Spacewatch      | —         | MPC                           |
| 164052         | 2003 VC5   | 15 nov 2003 | Kitt Peak     | Spacewatch      | —         | MPC                           |
| 164053         | 2003 VP5   | 15 nov 2003 | Kitt Peak     | Spacewatch      | —         | MPC                           |
| 164054         | 2003 VH6   | 14 nov 2003 | Palomar       | NEAT            | —         | MPC                           |
| 164055         | 2003 VL8   | 15 nov 2003 | Palomar       | NEAT            | —         | MPC                           |
| 164056         | 2003 VO10  | 15 nov 2003 | Kitt Peak     | Spacewatch      | —         | MPC                           |
| 164057         | 2003 WR10  | 18 nov 2003 | Kitt Peak     | Spacewatch      | —         | MPC                           |
| 164058         | 2003 WV11  | 18 nov 2003 | Palomar       | NEAT            | —         | MPC                           |
| 164059         | 2003 WH13  | 16 nov 2003 | Catalina      | CSS             | Phocaea   | MPC                           |
| 164060         | 2003 WV16  | 18 nov 2003 | Palomar       | NEAT            | —         | MPC                           |
| 164061         | 2003 WF29  | 18 nov 2003 | Kitt Peak     | Spacewatch      | —         | MPC                           |
| 164062         | 2003 WL38  | 19 nov 2003 | Socorro       | LINEAR          | —         | MPC                           |
| 164063         | 2003 WP40  | 19 nov 2003 | Kitt Peak     | Spacewatch      | —         | MPC                           |
| 164064         | 2003 WY46  | 18 nov 2003 | Palomar       | NEAT            | Eos       | MPC                           |
| 164065         | 2003 WN50  | 19 nov 2003 | Socorro       | LINEAR          | —         | MPC                           |
| 164066         | 2003 WY55  | 20 nov 2003 | Socorro       | LINEAR          | —         | MPC                           |
| 164067         | 2003 WH65  | 19 nov 2003 | Kitt Peak     | Spacewatch      | —         | MPC                           |
| 164068         | 2003 WJ66  | 19 nov 2003 | Socorro       | LINEAR          | —         | MPC                           |
| 164069         | 2003 WK69  | 19 nov 2003 | Kitt Peak     | Spacewatch      | —         | MPC                           |
| 164070         | 2003 WV70  | 20 nov 2003 | Palomar       | NEAT            | —         | MPC                           |
| 164071         | 2003 WT80  | 20 nov 2003 | Catalina      | CSS             | —         | MPC                           |
| 164072         | 2003 WS81  | 18 nov 2003 | Palomar       | NEAT            | —         | MPC                           |
| 164073         | 2003 WR84  | 19 nov 2003 | Catalina      | CSS             | —         | MPC                           |
| 164074         | 2003 WD86  | 21 nov 2003 | Palomar       | NEAT            | —         | MPC                           |
| 164075         | 2003 WU87  | 22 nov 2003 | Socorro       | LINEAR          | —         | MPC                           |
| 164076         | 2003 WE89  | 16 nov 2003 | Catalina      | CSS             | —         | MPC                           |
| 164077         | 2003 WP91  | 18 nov 2003 | Kitt Peak     | Spacewatch      | —         | MPC                           |
| 164078         | 2003 WK94  | 19 nov 2003 | Anderson Mesa | LONEOS          | —         | MPC                           |
| 164079         | 2003 WS94  | 19 nov 2003 | Anderson Mesa | LONEOS          | —         | MPC                           |
| 164080         | 2003 WJ96  | 19 nov 2003 | Anderson Mesa | LONEOS          | Themis    | MPC                           |
| 164081         | 2003 WB97  | 19 nov 2003 | Anderson Mesa | LONEOS          | —         | MPC                           |
| 164082         | 2003 WX102 | 21 nov 2003 | Socorro       | LINEAR          | —         | MPC                           |
| 164083         | 2003 WU103 | 21 nov 2003 | Socorro       | LINEAR          | —         | MPC                           |
| 164084         | 2003 WR121 | 20 nov 2003 | Socorro       | LINEAR          | Phocaea   | MPC                           |
| 164085         | 2003 WD122 | 20 nov 2003 | Kitt Peak     | Spacewatch      | —         | MPC                           |
| 164086         | 2003 WM122 | 20 nov 2003 | Socorro       | LINEAR          | —         | MPC                           |
| 164087         | 2003 WU122 | 20 nov 2003 | Socorro       | LINEAR          | Brangane  | MPC                           |
| 164088         | 2003 WQ125 | 20 nov 2003 | Socorro       | LINEAR          | —         | MPC                           |
| 164089         | 2003 WV126 | 20 nov 2003 | Socorro       | LINEAR          | —         | MPC                           |
| 164090         | 2003 WF132 | 19 nov 2003 | Kitt Peak     | Spacewatch      | —         | MPC                           |
| 164091         | 2003 WY134 | 21 nov 2003 | Socorro       | LINEAR          | —         | MPC                           |
| 164092         | 2003 WX136 | 21 nov 2003 | Socorro       | LINEAR          | —         | MPC                           |
| 164093         | 2003 WF142 | 21 nov 2003 | Socorro       | LINEAR          | —         | MPC                           |
| 164094         | 2003 WT142 | 21 nov 2003 | Palomar       | NEAT            | —         | MPC                           |
| 164095         | 2003 WS144 | 21 nov 2003 | Socorro       | LINEAR          | —         | MPC                           |
| 164096         | 2003 WZ155 | 29 nov 2003 | Socorro       | LINEAR          | —         | MPC                           |
| 164097         | 2003 WU156 | 29 nov 2003 | Kitt Peak     | Spacewatch      | —         | MPC                           |
| 164098         | 2003 WX161 | 30 nov 2003 | Socorro       | LINEAR          | —         | MPC                           |
| 164099         | 2003 WE163 | 30 nov 2003 | Kitt Peak     | Spacewatch      | —         | MPC                           |
| 164100         | 2003 WV166 | 18 nov 2003 | Palomar       | NEAT            | —         | MPC                           |

## 164101–164200
| Designação        | Designação | Descoberta  | Descoberta    | Descobridor(es)       | Categoria | Mais informações / Referência |
| Permanente        | Provisória | Data        | Local         | Descobridor(es)       | Categoria | Mais informações / Referência |
| ----------------- | ---------- | ----------- | ------------- | --------------------- | --------- | ----------------------------- |
| 164101            | 2003 WD168 | 19 nov 2003 | Kitt Peak     | Spacewatch            | —         | MPC                           |
| 164102            | 2003 WY175 | 19 nov 2003 | Kitt Peak     | Spacewatch            | —         | MPC                           |
| 164103            | 2003 XG5   | 1 dez 2003  | Kitt Peak     | Spacewatch            | —         | MPC                           |
| 164104            | 2003 XF9   | 4 dez 2003  | Socorro       | LINEAR                | Eos       | MPC                           |
| 164105            | 2003 XT9   | 4 dez 2003  | Socorro       | LINEAR                | —         | MPC                           |
| 164106            | 2003 XQ10  | 11 dez 2003 | Socorro       | LINEAR                | Eos       | MPC                           |
| 164107            | 2003 XU11  | 13 dez 2003 | Socorro       | LINEAR                | —         | MPC                           |
| 164108            | 2003 XW11  | 13 dez 2003 | Palomar       | NEAT                  | Phocaea   | MPC                           |
| 164109            | 2003 XF13  | 14 dez 2003 | Kitt Peak     | Spacewatch            | Ursula    | MPC                           |
| 164110            | 2003 XM16  | 14 dez 2003 | Palomar       | NEAT                  | —         | MPC                           |
| 164111            | 2003 XQ17  | 15 dez 2003 | Kitt Peak     | Spacewatch            | —         | MPC                           |
| 164112            | 2003 XJ19  | 14 dez 2003 | Kitt Peak     | Spacewatch            | —         | MPC                           |
| 164113            | 2003 XT21  | 15 dez 2003 | Socorro       | LINEAR                | —         | MPC                           |
| 164114            | 2003 XR27  | 1 dez 2003  | Socorro       | LINEAR                | —         | MPC                           |
| 164115            | 2003 XC33  | 1 dez 2003  | Kitt Peak     | Spacewatch            | —         | MPC                           |
| 164116            | 2003 XP33  | 1 dez 2003  | Kitt Peak     | Spacewatch            | —         | MPC                           |
| 164117            | 2003 XL36  | 3 dez 2003  | Socorro       | LINEAR                | —         | MPC                           |
| 164118            | 2003 XY37  | 4 dez 2003  | Socorro       | LINEAR                | —         | MPC                           |
| 164119            | 2003 XF40  | 14 dez 2003 | Kitt Peak     | Spacewatch            | —         | MPC                           |
| 164120            | 2003 YK    | 17 dez 2003 | Socorro       | LINEAR                | —         | MPC                           |
| 164121            | 2003 YT1   | 18 dez 2003 | Catalina      | CSS                   | —         | MPC                           |
| 164122            | 2003 YY3   | 16 dez 2003 | Catalina      | CSS                   | —         | MPC                           |
| 164123            | 2003 YG5   | 16 dez 2003 | Catalina      | CSS                   | —         | MPC                           |
| 164124            | 2003 YD10  | 17 dez 2003 | Socorro       | LINEAR                | —         | MPC                           |
| 164125            | 2003 YZ10  | 17 dez 2003 | Socorro       | LINEAR                | Pallas    | MPC                           |
| 164126            | 2003 YV13  | 17 dez 2003 | Catalina      | CSS                   | —         | MPC                           |
| 164127            | 2003 YO14  | 17 dez 2003 | Socorro       | LINEAR                | —         | MPC                           |
| 164128            | 2003 YM16  | 17 dez 2003 | Anderson Mesa | LONEOS                | —         | MPC                           |
| 164129            | 2003 YB21  | 17 dez 2003 | Kitt Peak     | Spacewatch            | —         | MPC                           |
| 164130 Jonckheere | 2003 YY21  | 18 dez 2003 | Uccle         | T. Pauwels, P. De Cat | —         | MPC                           |
| 164131            | 2003 YL43  | 19 dez 2003 | Socorro       | LINEAR                | —         | MPC                           |
| 164132            | 2003 YU45  | 17 dez 2003 | Socorro       | LINEAR                | —         | MPC                           |
| 164133            | 2003 YS48  | 18 dez 2003 | Socorro       | LINEAR                | —         | MPC                           |
| 164134            | 2003 YY48  | 18 dez 2003 | Socorro       | LINEAR                | —         | MPC                           |
| 164135            | 2003 YU58  | 19 dez 2003 | Socorro       | LINEAR                | —         | MPC                           |
| 164136            | 2003 YY69  | 21 dez 2003 | Socorro       | LINEAR                | —         | MPC                           |
| 164137            | 2003 YS78  | 18 dez 2003 | Socorro       | LINEAR                | —         | MPC                           |
| 164138            | 2003 YE81  | 18 dez 2003 | Socorro       | LINEAR                | —         | MPC                           |
| 164139            | 2003 YC84  | 19 dez 2003 | Socorro       | LINEAR                | —         | MPC                           |
| 164140            | 2003 YM85  | 19 dez 2003 | Socorro       | LINEAR                | —         | MPC                           |
| 164141            | 2003 YP87  | 19 dez 2003 | Socorro       | LINEAR                | —         | MPC                           |
| 164142            | 2003 YB91  | 20 dez 2003 | Socorro       | LINEAR                | —         | MPC                           |
| 164143            | 2003 YG91  | 20 dez 2003 | Socorro       | LINEAR                | —         | MPC                           |
| 164144            | 2003 YF96  | 19 dez 2003 | Socorro       | LINEAR                | —         | MPC                           |
| 164145            | 2003 YG104 | 21 dez 2003 | Socorro       | LINEAR                | —         | MPC                           |
| 164146            | 2003 YQ106 | 22 dez 2003 | Socorro       | LINEAR                | —         | MPC                           |
| 164147            | 2003 YR108 | 22 dez 2003 | Palomar       | NEAT                  | —         | MPC                           |
| 164148            | 2003 YZ110 | 22 dez 2003 | Kitt Peak     | Spacewatch            | —         | MPC                           |
| 164149            | 2003 YL114 | 25 dez 2003 | Haleakalā     | NEAT                  | Brangane  | MPC                           |
| 164150            | 2003 YF119 | 27 dez 2003 | Socorro       | LINEAR                | Ursula    | MPC                           |
| 164151            | 2003 YM125 | 27 dez 2003 | Socorro       | LINEAR                | —         | MPC                           |
| 164152            | 2003 YP126 | 27 dez 2003 | Socorro       | LINEAR                | Brangane  | MPC                           |
| 164153            | 2003 YS128 | 27 dez 2003 | Socorro       | LINEAR                | —         | MPC                           |
| 164154            | 2003 YE129 | 27 dez 2003 | Socorro       | LINEAR                | —         | MPC                           |
| 164155            | 2003 YS133 | 28 dez 2003 | Socorro       | LINEAR                | —         | MPC                           |
| 164156            | 2003 YD142 | 28 dez 2003 | Socorro       | LINEAR                | —         | MPC                           |
| 164157            | 2003 YY142 | 28 dez 2003 | Socorro       | LINEAR                | Brangane  | MPC                           |
| 164158            | 2003 YE144 | 28 dez 2003 | Socorro       | LINEAR                | —         | MPC                           |
| 164159            | 2003 YY151 | 29 dez 2003 | Socorro       | LINEAR                | —         | MPC                           |
| 164160            | 2003 YL153 | 29 dez 2003 | Socorro       | LINEAR                | Phocaea   | MPC                           |
| 164161            | 2003 YW154 | 30 dez 2003 | Socorro       | LINEAR                | —         | MPC                           |
| 164162            | 2003 YY154 | 30 dez 2003 | Socorro       | LINEAR                | —         | MPC                           |
| 164163            | 2003 YS155 | 26 dez 2003 | Haleakalā     | NEAT                  | —         | MPC                           |
| 164164            | 2003 YK166 | 17 dez 2003 | Kitt Peak     | Spacewatch            | —         | MPC                           |
| 164165            | 2004 AC4   | 13 jan 2004 | Anderson Mesa | LONEOS                | —         | MPC                           |
| 164166            | 2004 AQ5   | 13 jan 2004 | Anderson Mesa | LONEOS                | Brangane  | MPC                           |
| 164167            | 2004 AJ7   | 13 jan 2004 | Palomar       | NEAT                  | —         | MPC                           |
| 164168            | 2004 AP8   | 14 jan 2004 | Palomar       | NEAT                  | —         | MPC                           |
| 164169            | 2004 AK25  | 12 jan 2004 | Palomar       | NEAT                  | —         | MPC                           |
| 164170            | 2004 AS25  | 12 jan 2004 | Palomar       | NEAT                  | —         | MPC                           |
| 164171            | 2004 AP26  | 13 jan 2004 | Anderson Mesa | LONEOS                | —         | MPC                           |
| 164172            | 2004 BY5   | 16 jan 2004 | Kitt Peak     | Spacewatch            | —         | MPC                           |
| 164173            | 2004 BM10  | 17 jan 2004 | Kitt Peak     | Spacewatch            | —         | MPC                           |
| 164174            | 2004 BM17  | 18 jan 2004 | Kitt Peak     | Spacewatch            | —         | MPC                           |
| 164175            | 2004 BO37  | 19 jan 2004 | Kitt Peak     | Spacewatch            | Ursula    | MPC                           |
| 164176            | 2004 BE46  | 21 jan 2004 | Socorro       | LINEAR                | —         | MPC                           |
| 164177            | 2004 BM46  | 21 jan 2004 | Socorro       | LINEAR                | —         | MPC                           |
| 164178            | 2004 BP48  | 21 jan 2004 | Socorro       | LINEAR                | —         | MPC                           |
| 164179            | 2004 BA49  | 21 jan 2004 | Socorro       | LINEAR                | —         | MPC                           |
| 164180            | 2004 BD52  | 21 jan 2004 | Socorro       | LINEAR                | —         | MPC                           |
| 164181            | 2004 BJ52  | 21 jan 2004 | Socorro       | LINEAR                | —         | MPC                           |
| 164182            | 2004 BM52  | 21 jan 2004 | Socorro       | LINEAR                | —         | MPC                           |
| 164183            | 2004 BG59  | 23 jan 2004 | Socorro       | LINEAR                | —         | MPC                           |
| 164184            | 2004 BF68  | 27 jan 2004 | Socorro       | LINEAR                | —         | MPC                           |
| 164185            | 2004 BD69  | 20 jan 2004 | Kingsnake     | J. V. McClusky        | —         | MPC                           |
| 164186            | 2004 BP70  | 22 jan 2004 | Socorro       | LINEAR                | —         | MPC                           |
| 164187            | 2004 BR70  | 22 jan 2004 | Socorro       | LINEAR                | —         | MPC                           |
| 164188            | 2004 BB74  | 24 jan 2004 | Socorro       | LINEAR                | —         | MPC                           |
| 164189            | 2004 BQ76  | 25 jan 2004 | Haleakalā     | NEAT                  | —         | MPC                           |
| 164190            | 2004 BD80  | 24 jan 2004 | Socorro       | LINEAR                | —         | MPC                           |
| 164191            | 2004 BD94  | 28 jan 2004 | Haleakalā     | NEAT                  | —         | MPC                           |
| 164192            | 2004 BP105 | 25 jan 2004 | Haleakala     | NEAT                  | Eos       | MPC                           |
| 164193            | 2004 BM146 | 22 jan 2004 | Socorro       | LINEAR                | —         | MPC                           |
| 164194            | 2004 BM151 | 18 jan 2004 | Palomar       | NEAT                  | —         | MPC                           |
| 164195            | 2004 CT13  | 11 fev 2004 | Palomar       | NEAT                  | —         | MPC                           |
| 164196            | 2004 CF52  | 14 fev 2004 | Socorro       | LINEAR                | —         | MPC                           |
| 164197            | 2004 CQ68  | 11 fev 2004 | Palomar       | NEAT                  | Eos       | MPC                           |
| 164198            | 2004 CN74  | 11 fev 2004 | Palomar       | NEAT                  | —         | MPC                           |
| 164199            | 2004 CP80  | 11 fev 2004 | Palomar       | NEAT                  | —         | MPC                           |
| 164200            | 2004 DK29  | 17 fev 2004 | Kitt Peak     | Spacewatch            | —         | MPC                           |

## 164201–164300
| Designação         | Designação | Descoberta  | Descoberta       | Descobridor(es)     | Categoria | Mais informações / Referência |
| Permanente         | Provisória | Data        | Local            | Descobridor(es)     | Categoria | Mais informações / Referência |
| ------------------ | ---------- | ----------- | ---------------- | ------------------- | --------- | ----------------------------- |
| 164201             | 2004 EC    | 10 mar 2004 | Socorro          | LINEAR              | —         | MPC                           |
| 164202             | 2004 EW    | 13 mar 2004 | Catalina         | CSS                 | —         | MPC                           |
| 164203             | 2004 ED11  | 15 mar 2004 | Socorro          | LINEAR              | —         | MPC                           |
| 164204             | 2004 EK45  | 15 mar 2004 | Kitt Peak        | Spacewatch          | —         | MPC                           |
| 164205             | 2004 EE51  | 14 mar 2004 | Kitt Peak        | Spacewatch          | —         | MPC                           |
| 164206             | 2004 FN18  | 27 mar 2004 | Socorro          | LINEAR              | —         | MPC                           |
| 164207             | 2004 GU9   | 13 abr 2004 | Socorro          | LINEAR              | —         | MPC                           |
| 164208             | 2004 HB27  | 20 abr 2004 | Socorro          | LINEAR              | Vesta     | MPC                           |
| 164209             | 2004 HD57  | 27 abr 2004 | Socorro          | LINEAR              | Juno      | MPC                           |
| 164210             | 2004 JH21  | 9 mai 2004  | Kitt Peak        | Spacewatch          | Vesta     | MPC                           |
| 164211             | 2004 JA27  | 15 mai 2004 | Socorro          | LINEAR              | —         | MPC                           |
| 164212             | 2004 JB48  | 13 mai 2004 | Kitt Peak        | Spacewatch          | Vesta     | MPC                           |
| 164213             | 2004 LS2   | 11 jun 2004 | Socorro          | LINEAR              | —         | MPC                           |
| 164214             | 2004 LZ11  | 14 jun 2004 | Socorro          | LINEAR              | —         | MPC                           |
| 164215 Doloreshill | 2004 MF6   | 25 jun 2004 | Catalina         | CSS                 | —         | MPC                           |
| 164216             | 2004 OT11  | 27 jul 2004 | Socorro          | LINEAR              | —         | MPC                           |
| 164217             | 2004 PT42  | 11 ago 2004 | Siding Spring    | SSS                 | —         | MPC                           |
| 164218             | 2004 PX84  | 10 ago 2004 | Socorro          | LINEAR              | —         | MPC                           |
| 164219             | 2004 QK3   | 21 ago 2004 | Reedy Creek      | J. Broughton        | Juno      | MPC                           |
| 164220             | 2004 QW16  | 25 ago 2004 | Socorro          | LINEAR              | —         | MPC                           |
| 164221             | 2004 QE20  | 26 ago 2004 | Anderson Mesa    | LONEOS              | —         | MPC                           |
| 164222             | 2004 RN9   | 7 set 2004  | Socorro          | LINEAR              | —         | MPC                           |
| 164223             | 2004 RV80  | 8 set 2004  | Socorro          | LINEAR              | —         | MPC                           |
| 164224             | 2004 RY182 | 10 set 2004 | Socorro          | LINEAR              | —         | MPC                           |
| 164225             | 2004 RV194 | 10 set 2004 | Socorro          | LINEAR              | —         | MPC                           |
| 164226             | 2004 RD199 | 10 set 2004 | Socorro          | LINEAR              | —         | MPC                           |
| 164227             | 2004 RE228 | 9 set 2004  | Kitt Peak        | Spacewatch          | —         | MPC                           |
| 164228             | 2004 RC229 | 9 set 2004  | Kitt Peak        | Spacewatch          | —         | MPC                           |
| 164229             | 2004 RB308 | 13 set 2004 | Socorro          | LINEAR              | —         | MPC                           |
| 164230             | 2004 RD314 | 15 set 2004 | Kitt Peak        | Spacewatch          | —         | MPC                           |
| 164231             | 2004 RC335 | 15 set 2004 | Anderson Mesa    | LONEOS              | —         | MPC                           |
| 164232             | 2004 SB23  | 17 set 2004 | Kitt Peak        | Spacewatch          | —         | MPC                           |
| 164233             | 2004 SX53  | 22 set 2004 | Goodricke-Pigott | R. A. Tucker        | —         | MPC                           |
| 164234             | 2004 TJ5   | 4 out 2004  | Kitt Peak        | Spacewatch          | —         | MPC                           |
| 164235             | 2004 TQ15  | 9 out 2004  | Kitt Peak        | Spacewatch          | —         | MPC                           |
| 164236             | 2004 TW20  | 11 out 2004 | Kitt Peak        | Spacewatch          | —         | MPC                           |
| 164237             | 2004 TZ20  | 11 out 2004 | Kitt Peak        | Spacewatch          | —         | MPC                           |
| 164238             | 2004 TM28  | 4 out 2004  | Kitt Peak        | Spacewatch          | —         | MPC                           |
| 164239             | 2004 TL35  | 4 out 2004  | Kitt Peak        | Spacewatch          | —         | MPC                           |
| 164240             | 2004 TO44  | 4 out 2004  | Kitt Peak        | Spacewatch          | —         | MPC                           |
| 164241             | 2004 TF46  | 4 out 2004  | Kitt Peak        | Spacewatch          | —         | MPC                           |
| 164242             | 2004 TV51  | 4 out 2004  | Kitt Peak        | Spacewatch          | —         | MPC                           |
| 164243             | 2004 TX101 | 6 out 2004  | Kitt Peak        | Spacewatch          | —         | MPC                           |
| 164244             | 2004 TC103 | 6 out 2004  | Palomar          | NEAT                | —         | MPC                           |
| 164245             | 2004 TV110 | 7 out 2004  | Kitt Peak        | Spacewatch          | —         | MPC                           |
| 164246             | 2004 TV113 | 7 out 2004  | Palomar          | NEAT                | —         | MPC                           |
| 164247             | 2004 TP133 | 7 out 2004  | Anderson Mesa    | LONEOS              | —         | MPC                           |
| 164248             | 2004 TS133 | 7 out 2004  | Palomar          | NEAT                | —         | MPC                           |
| 164249             | 2004 TK138 | 9 out 2004  | Anderson Mesa    | LONEOS              | —         | MPC                           |
| 164250             | 2004 TW148 | 6 out 2004  | Kitt Peak        | Spacewatch          | —         | MPC                           |
| 164251             | 2004 TT169 | 7 out 2004  | Socorro          | LINEAR              | —         | MPC                           |
| 164252             | 2004 TQ216 | 15 out 2004 | Anderson Mesa    | LONEOS              | —         | MPC                           |
| 164253             | 2004 TU232 | 8 out 2004  | Kitt Peak        | Spacewatch          | —         | MPC                           |
| 164254             | 2004 TF238 | 9 out 2004  | Kitt Peak        | Spacewatch          | —         | MPC                           |
| 164255             | 2004 TW261 | 9 out 2004  | Socorro          | LINEAR              | —         | MPC                           |
| 164256             | 2004 TQ262 | 9 out 2004  | Socorro          | LINEAR              | —         | MPC                           |
| 164257             | 2004 TD277 | 9 out 2004  | Kitt Peak        | Spacewatch          | —         | MPC                           |
| 164258             | 2004 TF278 | 9 out 2004  | Kitt Peak        | Spacewatch          | —         | MPC                           |
| 164259             | 2004 TH283 | 7 out 2004  | Palomar          | NEAT                | —         | MPC                           |
| 164260             | 2004 TW316 | 11 out 2004 | Kitt Peak        | Spacewatch          | —         | MPC                           |
| 164261             | 2004 TV330 | 9 out 2004  | Socorro          | LINEAR              | —         | MPC                           |
| 164262             | 2004 TZ332 | 9 out 2004  | Kitt Peak        | Spacewatch          | —         | MPC                           |
| 164263             | 2004 UW4   | 16 out 2004 | Socorro          | LINEAR              | —         | MPC                           |
| 164264             | 2004 UU7   | 21 out 2004 | Socorro          | LINEAR              | —         | MPC                           |
| 164265             | 2004 VO    | 2 nov 2004  | Desert Eagle     | W. K. Y. Yeung      | —         | MPC                           |
| 164266             | 2004 VK5   | 3 nov 2004  | Anderson Mesa    | LONEOS              | —         | MPC                           |
| 164267             | 2004 VC27  | 4 nov 2004  | Catalina         | CSS                 | —         | MPC                           |
| 164268 Hajmási     | 2004 VV69  | 11 nov 2004 | Piszkéstető      | K. Sárneczky        | —         | MPC                           |
| 164269             | 2004 WS8   | 19 nov 2004 | Socorro          | LINEAR              | —         | MPC                           |
| 164270             | 2004 XR1   | 1 dez 2004  | Catalina         | CSS                 | —         | MPC                           |
| 164271             | 2004 XG4   | 2 dez 2004  | Socorro          | LINEAR              | —         | MPC                           |
| 164272             | 2004 XM7   | 2 dez 2004  | Palomar          | NEAT                | —         | MPC                           |
| 164273             | 2004 XO16  | 8 dez 2004  | Socorro          | LINEAR              | —         | MPC                           |
| 164274             | 2004 XM17  | 3 dez 2004  | Kitt Peak        | Spacewatch          | —         | MPC                           |
| 164275             | 2004 XJ19  | 8 dez 2004  | Socorro          | LINEAR              | Mitidika  | MPC                           |
| 164276             | 2004 XG24  | 9 dez 2004  | Catalina         | CSS                 | —         | MPC                           |
| 164277             | 2004 XK30  | 10 dez 2004 | Campo Imperatore | CINEOS              | —         | MPC                           |
| 164278             | 2004 XF33  | 10 dez 2004 | Socorro          | LINEAR              | —         | MPC                           |
| 164279             | 2004 XV42  | 9 dez 2004  | Catalina         | CSS                 | —         | MPC                           |
| 164280             | 2004 XX58  | 10 dez 2004 | Kitt Peak        | Spacewatch          | —         | MPC                           |
| 164281             | 2004 XF71  | 11 dez 2004 | Črni Vrh         | Črni Vrh            | —         | MPC                           |
| 164282             | 2004 XZ71  | 13 dez 2004 | Anderson Mesa    | LONEOS              | —         | MPC                           |
| 164283             | 2004 XU74  | 9 dez 2004  | Socorro          | LINEAR              | —         | MPC                           |
| 164284             | 2004 XH75  | 9 dez 2004  | Kitt Peak        | Spacewatch          | —         | MPC                           |
| 164285             | 2004 XF82  | 11 dez 2004 | Kitt Peak        | Spacewatch          | —         | MPC                           |
| 164286             | 2004 XO86  | 13 dez 2004 | Kitt Peak        | Spacewatch          | —         | MPC                           |
| 164287             | 2004 XJ87  | 9 dez 2004  | Catalina         | CSS                 | —         | MPC                           |
| 164288             | 2004 XA93  | 11 dez 2004 | Socorro          | LINEAR              | —         | MPC                           |
| 164289             | 2004 XJ97  | 11 dez 2004 | Kitt Peak        | Spacewatch          | —         | MPC                           |
| 164290             | 2004 XY106 | 11 dez 2004 | Socorro          | LINEAR              | —         | MPC                           |
| 164291             | 2004 XK108 | 11 dez 2004 | Socorro          | LINEAR              | —         | MPC                           |
| 164292             | 2004 XN121 | 14 dez 2004 | Catalina         | CSS                 | —         | MPC                           |
| 164293             | 2004 XO124 | 10 dez 2004 | Socorro          | LINEAR              | —         | MPC                           |
| 164294             | 2004 XZ130 | 13 dez 2004 | Mauna Kea        | D. J. Tholen        | —         | MPC                           |
| 164295             | 2004 XA131 | 9 dez 2004  | Catalina         | CSS                 | —         | MPC                           |
| 164296             | 2004 XD131 | 11 dez 2004 | Kitt Peak        | Spacewatch          | —         | MPC                           |
| 164297             | 2004 XN140 | 13 dez 2004 | Kitt Peak        | Spacewatch          | —         | MPC                           |
| 164298             | 2004 XY181 | 15 dez 2004 | Socorro          | LINEAR              | —         | MPC                           |
| 164299             | 2004 XP186 | 15 dez 2004 | Socorro          | LINEAR              | —         | MPC                           |
| 164300             | 2004 YN16  | 18 dez 2004 | Mount Lemmon     | Mount Lemmon Survey | —         | MPC                           |

## 164301–164400
| Designação | Designação | Descoberta  | Descoberta       | Descobridor(es)     | Categoria | Mais informações / Referência |
| Permanente | Provisória | Data        | Local            | Descobridor(es)     | Categoria | Mais informações / Referência |
| ---------- | ---------- | ----------- | ---------------- | ------------------- | --------- | ----------------------------- |
| 164301     | 2004 YY20  | 18 dez 2004 | Mount Lemmon     | Mount Lemmon Survey | Mitidika  | MPC                           |
| 164302     | 2004 YH21  | 18 dez 2004 | Mount Lemmon     | Mount Lemmon Survey | —         | MPC                           |
| 164303     | 2004 YE25  | 18 dez 2004 | Mount Lemmon     | Mount Lemmon Survey | —         | MPC                           |
| 164304     | 2005 AR4   | 6 jan 2005  | Catalina         | CSS                 | —         | MPC                           |
| 164305     | 2005 AR10  | 6 jan 2005  | Catalina         | CSS                 | —         | MPC                           |
| 164306     | 2005 AC11  | 8 jan 2005  | RAS              | A. Lowe             | —         | MPC                           |
| 164307     | 2005 AJ11  | 1 jan 2005  | Catalina         | CSS                 | —         | MPC                           |
| 164308     | 2005 AE12  | 6 jan 2005  | Catalina         | CSS                 | —         | MPC                           |
| 164309     | 2005 AL20  | 6 jan 2005  | Socorro          | LINEAR              | —         | MPC                           |
| 164310     | 2005 AW20  | 6 jan 2005  | Socorro          | LINEAR              | —         | MPC                           |
| 164311     | 2005 AC21  | 6 jan 2005  | Socorro          | LINEAR              | —         | MPC                           |
| 164312     | 2005 AD22  | 6 jan 2005  | Socorro          | LINEAR              | —         | MPC                           |
| 164313     | 2005 AL23  | 7 jan 2005  | Socorro          | LINEAR              | —         | MPC                           |
| 164314     | 2005 AC26  | 11 jan 2005 | Socorro          | LINEAR              | —         | MPC                           |
| 164315     | 2005 AW29  | 8 jan 2005  | Campo Imperatore | CINEOS              | —         | MPC                           |
| 164316     | 2005 AP32  | 11 jan 2005 | Socorro          | LINEAR              | —         | MPC                           |
| 164317     | 2005 AS35  | 13 jan 2005 | Socorro          | LINEAR              | —         | MPC                           |
| 164318     | 2005 AJ37  | 13 jan 2005 | Socorro          | LINEAR              | —         | MPC                           |
| 164319     | 2005 AJ40  | 15 jan 2005 | Socorro          | LINEAR              | —         | MPC                           |
| 164320     | 2005 AS41  | 15 jan 2005 | Socorro          | LINEAR              | —         | MPC                           |
| 164321     | 2005 AH43  | 15 jan 2005 | Socorro          | LINEAR              | Mitidika  | MPC                           |
| 164322     | 2005 AT43  | 15 jan 2005 | Kitt Peak        | Spacewatch          | —         | MPC                           |
| 164323     | 2005 AS46  | 11 jan 2005 | Socorro          | LINEAR              | —         | MPC                           |
| 164324     | 2005 AU47  | 13 jan 2005 | Kitt Peak        | Spacewatch          | Mitidika  | MPC                           |
| 164325     | 2005 AJ48  | 13 jan 2005 | Kitt Peak        | Spacewatch          | —         | MPC                           |
| 164326     | 2005 AJ49  | 13 jan 2005 | Socorro          | LINEAR              | —         | MPC                           |
| 164327     | 2005 AO49  | 13 jan 2005 | Socorro          | LINEAR              | —         | MPC                           |
| 164328     | 2005 AH54  | 13 jan 2005 | Kitt Peak        | Spacewatch          | —         | MPC                           |
| 164329     | 2005 AE69  | 15 jan 2005 | Anderson Mesa    | LONEOS              | —         | MPC                           |
| 164330     | 2005 AG69  | 15 jan 2005 | Socorro          | LINEAR              | —         | MPC                           |
| 164331     | 2005 AV72  | 15 jan 2005 | Kitt Peak        | Spacewatch          | —         | MPC                           |
| 164332     | 2005 AW79  | 15 jan 2005 | Kitt Peak        | Spacewatch          | —         | MPC                           |
| 164333     | 2005 BF    | 16 jan 2005 | Desert Eagle     | W. K. Y. Yeung      | —         | MPC                           |
| 164334     | 2005 BF2   | 18 jan 2005 | RAS              | U. Wolff            | —         | MPC                           |
| 164335     | 2005 BR2   | 16 jan 2005 | Socorro          | LINEAR              | —         | MPC                           |
| 164336     | 2005 BB11  | 16 jan 2005 | Kitt Peak        | Spacewatch          | —         | MPC                           |
| 164337     | 2005 BR12  | 17 jan 2005 | Socorro          | LINEAR              | Mitidika  | MPC                           |
| 164338     | 2005 BN16  | 16 jan 2005 | Socorro          | LINEAR              | —         | MPC                           |
| 164339     | 2005 BO16  | 16 jan 2005 | Socorro          | LINEAR              | —         | MPC                           |
| 164340     | 2005 BF43  | 16 jan 2005 | Mauna Kea        | C. Veillet          | —         | MPC                           |
| 164341     | 2005 CO    | 2 fev 2005  | Socorro          | LINEAR              | —         | MPC                           |
| 164342     | 2005 CP    | 2 fev 2005  | Socorro          | LINEAR              | —         | MPC                           |
| 164343     | 2005 CU12  | 2 fev 2005  | Kitt Peak        | Spacewatch          | —         | MPC                           |
| 164344     | 2005 CJ14  | 2 fev 2005  | Kitt Peak        | Spacewatch          | —         | MPC                           |
| 164345     | 2005 CV15  | 2 fev 2005  | Socorro          | LINEAR              | —         | MPC                           |
| 164346     | 2005 CH31  | 1 fev 2005  | Kitt Peak        | Spacewatch          | —         | MPC                           |
| 164347     | 2005 CN48  | 2 fev 2005  | Catalina         | CSS                 | —         | MPC                           |
| 164348     | 2005 CP49  | 2 fev 2005  | Catalina         | CSS                 | —         | MPC                           |
| 164349     | 2005 CO51  | 2 fev 2005  | Catalina         | CSS                 | —         | MPC                           |
| 164350     | 2005 CU52  | 3 fev 2005  | Socorro          | LINEAR              | —         | MPC                           |
| 164351     | 2005 CA56  | 4 fev 2005  | Mount Lemmon     | Mount Lemmon Survey | —         | MPC                           |
| 164352     | 2005 CW57  | 2 fev 2005  | Catalina         | CSS                 | —         | MPC                           |
| 164353     | 2005 CH59  | 2 fev 2005  | Socorro          | LINEAR              | —         | MPC                           |
| 164354     | 2005 CG62  | 9 fev 2005  | Anderson Mesa    | LONEOS              | —         | MPC                           |
| 164355     | 2005 CQ65  | 9 fev 2005  | Socorro          | LINEAR              | —         | MPC                           |
| 164356     | 2005 CF73  | 1 fev 2005  | Kitt Peak        | Spacewatch          | Themis    | MPC                           |
| 164357     | 2005 CN75  | 2 fev 2005  | Kitt Peak        | Spacewatch          | —         | MPC                           |
| 164358     | 2005 DB    | 16 fev 2005 | Gnosca           | S. Sposetti         | —         | MPC                           |
| 164359     | 2005 EC1   | 2 mar 2005  | Great Shefford   | P. Birtwhistle      | —         | MPC                           |
| 164360     | 2005 EL2   | 1 mar 2005  | Gnosca           | S. Sposetti         | —         | MPC                           |
| 164361     | 2005 EV11  | 2 mar 2005  | Catalina         | CSS                 | —         | MPC                           |
| 164362     | 2005 EH13  | 3 mar 2005  | Kitt Peak        | Spacewatch          | —         | MPC                           |
| 164363     | 2005 EN14  | 3 mar 2005  | Kitt Peak        | Spacewatch          | —         | MPC                           |
| 164364     | 2005 EG23  | 3 mar 2005  | Catalina         | CSS                 | —         | MPC                           |
| 164365     | 2005 EO35  | 4 mar 2005  | Catalina         | CSS                 | Ursula    | MPC                           |
| 164366     | 2005 EV40  | 1 mar 2005  | Socorro          | LINEAR              | —         | MPC                           |
| 164367     | 2005 EB46  | 3 mar 2005  | Catalina         | CSS                 | —         | MPC                           |
| 164368     | 2005 EJ48  | 3 mar 2005  | Catalina         | CSS                 | —         | MPC                           |
| 164369     | 2005 ED49  | 3 mar 2005  | Catalina         | CSS                 | —         | MPC                           |
| 164370     | 2005 EZ49  | 3 mar 2005  | Catalina         | CSS                 | —         | MPC                           |
| 164371     | 2005 ET65  | 4 mar 2005  | Mount Lemmon     | Mount Lemmon Survey | —         | MPC                           |
| 164372     | 2005 EU67  | 4 mar 2005  | Mount Lemmon     | Mount Lemmon Survey | —         | MPC                           |
| 164373     | 2005 ED68  | 7 mar 2005  | Socorro          | LINEAR              | —         | MPC                           |
| 164374     | 2005 EM97  | 3 mar 2005  | Catalina         | CSS                 | —         | MPC                           |
| 164375     | 2005 EM107 | 4 mar 2005  | Catalina         | CSS                 | —         | MPC                           |
| 164376     | 2005 ET113 | 4 mar 2005  | Catalina         | CSS                 | —         | MPC                           |
| 164377     | 2005 EM118 | 7 mar 2005  | Socorro          | LINEAR              | Brangane  | MPC                           |
| 164378     | 2005 EY124 | 8 mar 2005  | Mount Lemmon     | Mount Lemmon Survey | —         | MPC                           |
| 164379     | 2005 EE134 | 9 mar 2005  | Mount Lemmon     | Mount Lemmon Survey | —         | MPC                           |
| 164380     | 2005 EB148 | 10 mar 2005 | Kitt Peak        | Spacewatch          | —         | MPC                           |
| 164381     | 2005 EC168 | 11 mar 2005 | Mount Lemmon     | Mount Lemmon Survey | —         | MPC                           |
| 164382     | 2005 EQ182 | 9 mar 2005  | Socorro          | LINEAR              | —         | MPC                           |
| 164383     | 2005 ES205 | 13 mar 2005 | Kitt Peak        | Spacewatch          | —         | MPC                           |
| 164384     | 2005 EJ210 | 4 mar 2005  | Kitt Peak        | Spacewatch          | —         | MPC                           |
| 164385     | 2005 EQ217 | 9 mar 2005  | Mount Lemmon     | Mount Lemmon Survey | —         | MPC                           |
| 164386     | 2005 EJ240 | 11 mar 2005 | Kitt Peak        | Spacewatch          | —         | MPC                           |
| 164387     | 2005 EY263 | 13 mar 2005 | Kitt Peak        | Spacewatch          | —         | MPC                           |
| 164388     | 2005 EG273 | 3 mar 2005  | Kitt Peak        | Spacewatch          | —         | MPC                           |
| 164389     | 2005 EL278 | 9 mar 2005  | Mount Lemmon     | Mount Lemmon Survey | —         | MPC                           |
| 164390     | 2005 EO289 | 9 mar 2005  | Catalina         | CSS                 | —         | MPC                           |
| 164391     | 2005 EG318 | 13 mar 2005 | Mount Lemmon     | Mount Lemmon Survey | —         | MPC                           |
| 164392     | 2005 FG5   | 30 mar 2005 | Catalina         | CSS                 | —         | MPC                           |
| 164393     | 2005 GP1   | 1 abr 2005  | Catalina         | CSS                 | —         | MPC                           |
| 164394     | 2005 GH2   | 1 abr 2005  | Catalina         | CSS                 | —         | MPC                           |
| 164395     | 2005 GJ20  | 2 abr 2005  | Anderson Mesa    | LONEOS              | —         | MPC                           |
| 164396     | 2005 GW38  | 4 abr 2005  | Catalina         | CSS                 | —         | MPC                           |
| 164397     | 2005 GK39  | 4 abr 2005  | Mount Lemmon     | Mount Lemmon Survey | Brangane  | MPC                           |
| 164398     | 2005 GZ39  | 4 abr 2005  | Mount Lemmon     | Mount Lemmon Survey | —         | MPC                           |
| 164399     | 2005 GK45  | 5 abr 2005  | Palomar          | NEAT                | —         | MPC                           |
| 164400     | 2005 GN59  | 7 abr 2005  | Kitt Peak        | Spacewatch          | —         | MPC                           |

## 164401–164500
| Designação | Designação | Descoberta  | Descoberta    | Descobridor(es)     | Categoria | Mais informações / Referência |
| Permanente | Provisória | Data        | Local         | Descobridor(es)     | Categoria | Mais informações / Referência |
| ---------- | ---------- | ----------- | ------------- | ------------------- | --------- | ----------------------------- |
| 164401     | 2005 GU69  | 4 abr 2005  | Kitt Peak     | Spacewatch          | —         | MPC                           |
| 164402     | 2005 GT104 | 10 abr 2005 | Kitt Peak     | Spacewatch          | Eunomia   | MPC                           |
| 164403     | 2005 GR170 | 12 abr 2005 | Socorro       | LINEAR              | Ursula    | MPC                           |
| 164404     | 2005 JJ158 | 6 mai 2005  | Catalina      | CSS                 | —         | MPC                           |
| 164405     | 2005 UK504 | 24 out 2005 | Mauna Kea     | D. J. Tholen        | —         | MPC                           |
| 164406     | 2005 UV504 | 24 out 2005 | Mauna Kea     | D. J. Tholen        | —         | MPC                           |
| 164407     | 2005 YB207 | 27 dez 2005 | Mount Lemmon  | Mount Lemmon Survey | —         | MPC                           |
| 164408     | 2005 YA215 | 30 dez 2005 | Catalina      | CSS                 | —         | MPC                           |
| 164409     | 2005 YY237 | 28 dez 2005 | Mount Lemmon  | Mount Lemmon Survey | —         | MPC                           |
| 164410     | 2005 YT248 | 27 dez 2005 | Kitt Peak     | Spacewatch          | —         | MPC                           |
| 164411     | 2006 AP35  | 4 jan 2006  | Mount Lemmon  | Mount Lemmon Survey | —         | MPC                           |
| 164412     | 2006 AE71  | 6 jan 2006  | Kitt Peak     | Spacewatch          | —         | MPC                           |
| 164413     | 2006 AW75  | 4 jan 2006  | Catalina      | CSS                 | —         | MPC                           |
| 164414     | 2006 BK6   | 19 jan 2006 | Catalina      | CSS                 | Juno      | MPC                           |
| 164415     | 2006 BC34  | 21 jan 2006 | Kitt Peak     | Spacewatch          | —         | MPC                           |
| 164416     | 2006 BA51  | 25 jan 2006 | Catalina      | CSS                 | —         | MPC                           |
| 164417     | 2006 BM57  | 23 jan 2006 | Kitt Peak     | Spacewatch          | —         | MPC                           |
| 164418     | 2006 BU90  | 26 jan 2006 | Kitt Peak     | Spacewatch          | —         | MPC                           |
| 164419     | 2006 BW94  | 26 jan 2006 | Kitt Peak     | Spacewatch          | —         | MPC                           |
| 164420     | 2006 BH97  | 26 jan 2006 | Kitt Peak     | Spacewatch          | —         | MPC                           |
| 164421     | 2006 BJ98  | 27 jan 2006 | Mount Lemmon  | Mount Lemmon Survey | —         | MPC                           |
| 164422     | 2006 BH123 | 26 jan 2006 | Kitt Peak     | Spacewatch          | —         | MPC                           |
| 164423     | 2006 BZ136 | 28 jan 2006 | Mount Lemmon  | Mount Lemmon Survey | —         | MPC                           |
| 164424     | 2006 BP138 | 28 jan 2006 | Mount Lemmon  | Mount Lemmon Survey | —         | MPC                           |
| 164425     | 2006 BH140 | 21 jan 2006 | Mount Lemmon  | Mount Lemmon Survey | —         | MPC                           |
| 164426     | 2006 BF183 | 27 jan 2006 | Mount Lemmon  | Mount Lemmon Survey | —         | MPC                           |
| 164427     | 2006 BZ190 | 28 jan 2006 | Kitt Peak     | Spacewatch          | —         | MPC                           |
| 164428     | 2006 BK241 | 31 jan 2006 | Kitt Peak     | Spacewatch          | —         | MPC                           |
| 164429     | 2006 BU261 | 31 jan 2006 | Kitt Peak     | Spacewatch          | —         | MPC                           |
| 164430     | 2006 BW267 | 26 jan 2006 | Catalina      | CSS                 | —         | MPC                           |
| 164431     | 2006 BL274 | 27 jan 2006 | Mount Lemmon  | Mount Lemmon Survey | —         | MPC                           |
| 164432     | 2006 CF23  | 1 fev 2006  | Kitt Peak     | Spacewatch          | —         | MPC                           |
| 164433     | 2006 CJ40  | 2 fev 2006  | Mount Lemmon  | Mount Lemmon Survey | —         | MPC                           |
| 164434     | 2006 CS58  | 5 fev 2006  | Mount Lemmon  | Mount Lemmon Survey | —         | MPC                           |
| 164435     | 2006 CZ60  | 6 fev 2006  | Anderson Mesa | LONEOS              | —         | MPC                           |
| 164436     | 2006 CF62  | 13 fev 2006 | Palomar       | NEAT                | —         | MPC                           |
| 164437     | 2006 CP65  | 1 fev 2006  | Kitt Peak     | Spacewatch          | —         | MPC                           |
| 164438     | 2006 DS    | 20 fev 2006 | Kitt Peak     | Spacewatch          | Juno      | MPC                           |
| 164439     | 2006 DM6   | 20 fev 2006 | Catalina      | CSS                 | —         | MPC                           |
| 164440     | 2006 DK14  | 22 fev 2006 | Catalina      | CSS                 | —         | MPC                           |
| 164441     | 2006 DX22  | 20 fev 2006 | Kitt Peak     | Spacewatch          | Mitidika  | MPC                           |
| 164442     | 2006 DR31  | 20 fev 2006 | Mount Lemmon  | Mount Lemmon Survey | —         | MPC                           |
| 164443     | 2006 DH35  | 20 fev 2006 | Kitt Peak     | Spacewatch          | —         | MPC                           |
| 164444     | 2006 DZ38  | 21 fev 2006 | Kitt Peak     | Spacewatch          | —         | MPC                           |
| 164445     | 2006 DC39  | 21 fev 2006 | Mount Lemmon  | Mount Lemmon Survey | Mitidika  | MPC                           |
| 164446     | 2006 DO41  | 23 fev 2006 | Anderson Mesa | LONEOS              | —         | MPC                           |
| 164447     | 2006 DD44  | 20 fev 2006 | Catalina      | CSS                 | —         | MPC                           |
| 164448     | 2006 DX46  | 20 fev 2006 | Kitt Peak     | Spacewatch          | —         | MPC                           |
| 164449     | 2006 DJ57  | 24 fev 2006 | Catalina      | CSS                 | —         | MPC                           |
| 164450     | 2006 DZ57  | 24 fev 2006 | Mount Lemmon  | Mount Lemmon Survey | —         | MPC                           |
| 164451     | 2006 DW60  | 24 fev 2006 | Kitt Peak     | Spacewatch          | —         | MPC                           |
| 164452     | 2006 DF62  | 22 fev 2006 | Socorro       | LINEAR              | —         | MPC                           |
| 164453     | 2006 DH65  | 20 fev 2006 | Catalina      | CSS                 | —         | MPC                           |
| 164454     | 2006 DM65  | 21 fev 2006 | Catalina      | CSS                 | —         | MPC                           |
| 164455     | 2006 DY66  | 22 fev 2006 | Anderson Mesa | LONEOS              | —         | MPC                           |
| 164456     | 2006 DG88  | 24 fev 2006 | Kitt Peak     | Spacewatch          | —         | MPC                           |
| 164457     | 2006 DN89  | 24 fev 2006 | Kitt Peak     | Spacewatch          | —         | MPC                           |
| 164458     | 2006 DN91  | 24 fev 2006 | Kitt Peak     | Spacewatch          | —         | MPC                           |
| 164459     | 2006 DX97  | 24 fev 2006 | Kitt Peak     | Spacewatch          | —         | MPC                           |
| 164460     | 2006 DS113 | 27 fev 2006 | Kitt Peak     | Spacewatch          | —         | MPC                           |
| 164461     | 2006 DR129 | 25 fev 2006 | Kitt Peak     | Spacewatch          | —         | MPC                           |
| 164462     | 2006 DW148 | 25 fev 2006 | Kitt Peak     | Spacewatch          | —         | MPC                           |
| 164463     | 2006 DE152 | 25 fev 2006 | Kitt Peak     | Spacewatch          | —         | MPC                           |
| 164464     | 2006 DE153 | 25 fev 2006 | Kitt Peak     | Spacewatch          | —         | MPC                           |
| 164465     | 2006 DX153 | 25 fev 2006 | Kitt Peak     | Spacewatch          | —         | MPC                           |
| 164466     | 2006 DS156 | 27 fev 2006 | Kitt Peak     | Spacewatch          | —         | MPC                           |
| 164467     | 2006 DN193 | 27 fev 2006 | Kitt Peak     | Spacewatch          | —         | MPC                           |
| 164468     | 2006 DS197 | 24 fev 2006 | Palomar       | NEAT                | —         | MPC                           |
| 164469     | 2006 DC199 | 28 fev 2006 | Socorro       | LINEAR              | —         | MPC                           |
| 164470     | 2006 DN200 | 24 fev 2006 | Palomar       | NEAT                | —         | MPC                           |
| 164471     | 2006 DP207 | 25 fev 2006 | Mount Lemmon  | Mount Lemmon Survey | —         | MPC                           |
| 164472     | 2006 DE210 | 20 fev 2006 | Kitt Peak     | Spacewatch          | —         | MPC                           |
| 164473     | 2006 EV1   | 3 mar 2006  | Nyukasa       | Mount Nyukasa Stn.  | Mitidika  | MPC                           |
| 164474     | 2006 EB16  | 2 mar 2006  | Kitt Peak     | Spacewatch          | —         | MPC                           |
| 164475     | 2006 EV19  | 2 mar 2006  | Kitt Peak     | Spacewatch          | —         | MPC                           |
| 164476     | 2006 EM25  | 3 mar 2006  | Kitt Peak     | Spacewatch          | —         | MPC                           |
| 164477     | 2006 EF30  | 3 mar 2006  | Socorro       | LINEAR              | —         | MPC                           |
| 164478     | 2006 FO8   | 23 mar 2006 | Mount Lemmon  | Mount Lemmon Survey | —         | MPC                           |
| 164479     | 2006 FT15  | 23 mar 2006 | Kitt Peak     | Spacewatch          | —         | MPC                           |
| 164480     | 2006 FZ21  | 24 mar 2006 | Mount Lemmon  | Mount Lemmon Survey | —         | MPC                           |
| 164481     | 2006 FN23  | 24 mar 2006 | Kitt Peak     | Spacewatch          | —         | MPC                           |
| 164482     | 2006 FG24  | 24 mar 2006 | Kitt Peak     | Spacewatch          | —         | MPC                           |
| 164483     | 2006 FV26  | 24 mar 2006 | Socorro       | LINEAR              | —         | MPC                           |
| 164484     | 2006 FO31  | 25 mar 2006 | Kitt Peak     | Spacewatch          | —         | MPC                           |
| 164485     | 2006 FV32  | 25 mar 2006 | Kitt Peak     | Spacewatch          | —         | MPC                           |
| 164486     | 2006 FR34  | 25 mar 2006 | Palomar       | NEAT                | —         | MPC                           |
| 164487     | 2006 FB35  | 23 mar 2006 | Catalina      | CSS                 | —         | MPC                           |
| 164488     | 2006 FP40  | 26 mar 2006 | Kitt Peak     | Spacewatch          | —         | MPC                           |
| 164489     | 2006 FR41  | 26 mar 2006 | Mount Lemmon  | Mount Lemmon Survey | —         | MPC                           |
| 164490     | 2006 FD45  | 24 mar 2006 | Mount Lemmon  | Mount Lemmon Survey | —         | MPC                           |
| 164491     | 2006 FB46  | 25 mar 2006 | Palomar       | NEAT                | —         | MPC                           |
| 164492     | 2006 FS49  | 25 mar 2006 | Catalina      | CSS                 | —         | MPC                           |
| 164493     | 2006 FF50  | 23 mar 2006 | Catalina      | CSS                 | —         | MPC                           |
| 164494     | 2006 FY52  | 26 mar 2006 | Mount Lemmon  | Mount Lemmon Survey | —         | MPC                           |
| 164495     | 2006 FG53  | 25 mar 2006 | Kitt Peak     | Spacewatch          | —         | MPC                           |
| 164496     | 2006 GD14  | 2 abr 2006  | Kitt Peak     | Spacewatch          | —         | MPC                           |
| 164497     | 2006 GR27  | 2 abr 2006  | Kitt Peak     | Spacewatch          | —         | MPC                           |
| 164498     | 2006 GP29  | 2 abr 2006  | Kitt Peak     | Spacewatch          | —         | MPC                           |
| 164499     | 2006 GO34  | 7 abr 2006  | Catalina      | CSS                 | Phocaea   | MPC                           |
| 164500     | 2006 GZ34  | 7 abr 2006  | Kitt Peak     | Spacewatch          | —         | MPC                           |

## 164501–164600
| Designação        | Designação | Descoberta  | Descoberta     | Descobridor(es)     | Categoria | Mais informações / Referência |
| Permanente        | Provisória | Data        | Local          | Descobridor(es)     | Categoria | Mais informações / Referência |
| ----------------- | ---------- | ----------- | -------------- | ------------------- | --------- | ----------------------------- |
| 164501            | 2006 GK35  | 7 abr 2006  | Catalina       | CSS                 | —         | MPC                           |
| 164502            | 2006 GM35  | 7 abr 2006  | Catalina       | CSS                 | —         | MPC                           |
| 164503            | 2006 GY38  | 7 abr 2006  | Socorro        | LINEAR              | —         | MPC                           |
| 164504            | 2006 GT41  | 7 abr 2006  | Anderson Mesa  | LONEOS              | —         | MPC                           |
| 164505            | 2006 GP44  | 2 abr 2006  | Mount Lemmon   | Mount Lemmon Survey | —         | MPC                           |
| 164506            | 2006 GO45  | 7 abr 2006  | Socorro        | LINEAR              | —         | MPC                           |
| 164507            | 2006 GU45  | 8 abr 2006  | Kitt Peak      | Spacewatch          | —         | MPC                           |
| 164508            | 2006 GH51  | 5 abr 2006  | Siding Spring  | SSS                 | —         | MPC                           |
| 164509            | 2006 GH53  | 2 abr 2006  | Catalina       | CSS                 | —         | MPC                           |
| 164510            | 2006 GB54  | 2 abr 2006  | Mount Lemmon   | Mount Lemmon Survey | —         | MPC                           |
| 164511            | 2006 HO1   | 18 abr 2006 | Catalina       | CSS                 | —         | MPC                           |
| 164512            | 2006 HG2   | 18 abr 2006 | Palomar        | NEAT                | —         | MPC                           |
| 164513            | 2006 HT7   | 19 abr 2006 | Palomar        | NEAT                | —         | MPC                           |
| 164514            | 2006 HS10  | 19 abr 2006 | Kitt Peak      | Spacewatch          | —         | MPC                           |
| 164515            | 2006 HR13  | 19 abr 2006 | Anderson Mesa  | LONEOS              | —         | MPC                           |
| 164516            | 2006 HT13  | 19 abr 2006 | Palomar        | NEAT                | —         | MPC                           |
| 164517            | 2006 HZ16  | 20 abr 2006 | Kitt Peak      | Spacewatch          | —         | MPC                           |
| 164518 Patoche    | 2006 HN18  | 19 abr 2006 | Saint-Sulpice  | B. Christophe       | —         | MPC                           |
| 164519            | 2006 HP24  | 20 abr 2006 | Kitt Peak      | Spacewatch          | —         | MPC                           |
| 164520            | 2006 HX28  | 21 abr 2006 | Catalina       | CSS                 | —         | MPC                           |
| 164521            | 2006 HC36  | 20 abr 2006 | Kitt Peak      | Spacewatch          | —         | MPC                           |
| 164522            | 2006 HU43  | 24 abr 2006 | Mount Lemmon   | Mount Lemmon Survey | —         | MPC                           |
| 164523            | 2006 HF47  | 21 abr 2006 | Catalina       | CSS                 | —         | MPC                           |
| 164524            | 2006 HR60  | 27 abr 2006 | Socorro        | LINEAR              | —         | MPC                           |
| 164525            | 2006 HF63  | 24 abr 2006 | Kitt Peak      | Spacewatch          | —         | MPC                           |
| 164526            | 2006 HA64  | 24 abr 2006 | Kitt Peak      | Spacewatch          | —         | MPC                           |
| 164527            | 2006 HT65  | 24 abr 2006 | Kitt Peak      | Spacewatch          | —         | MPC                           |
| 164528            | 2006 HB69  | 24 abr 2006 | Mount Lemmon   | Mount Lemmon Survey | Mitidika  | MPC                           |
| 164529            | 2006 HS86  | 28 abr 2006 | Socorro        | LINEAR              | —         | MPC                           |
| 164530            | 2006 HO89  | 21 abr 2006 | Catalina       | CSS                 | —         | MPC                           |
| 164531            | 2006 HX94  | 30 abr 2006 | Kitt Peak      | Spacewatch          | —         | MPC                           |
| 164532            | 2006 HD97  | 30 abr 2006 | Kitt Peak      | Spacewatch          | Mitidika  | MPC                           |
| 164533            | 2006 HK99  | 30 abr 2006 | Kitt Peak      | Spacewatch          | Chloris   | MPC                           |
| 164534            | 2006 HJ110 | 26 abr 2006 | Socorro        | LINEAR              | —         | MPC                           |
| 164535            | 2006 HA128 | 25 abr 2006 | Palomar        | NEAT                | —         | MPC                           |
| 164536 Davehinson | 2006 HF150 | 27 abr 2006 | Cerro Tololo   | M. W. Buie          | —         | MPC                           |
| 164537            | 2006 JF5   | 3 mai 2006  | Mount Lemmon   | Mount Lemmon Survey | —         | MPC                           |
| 164538            | 2006 JC6   | 2 mai 2006  | Nyukasa        | Mount Nyukasa Stn.  | —         | MPC                           |
| 164539            | 2006 JQ8   | 1 mai 2006  | Kitt Peak      | Spacewatch          | —         | MPC                           |
| 164540            | 2006 JR8   | 1 mai 2006  | Kitt Peak      | Spacewatch          | —         | MPC                           |
| 164541            | 2006 JR10  | 1 mai 2006  | Kitt Peak      | Spacewatch          | —         | MPC                           |
| 164542            | 2006 JO15  | 2 mai 2006  | Mount Lemmon   | Mount Lemmon Survey | —         | MPC                           |
| 164543            | 2006 JK19  | 2 mai 2006  | Mount Lemmon   | Mount Lemmon Survey | —         | MPC                           |
| 164544            | 2006 JU29  | 3 mai 2006  | Kitt Peak      | Spacewatch          | —         | MPC                           |
| 164545            | 2006 JU30  | 3 mai 2006  | Mount Lemmon   | Mount Lemmon Survey | —         | MPC                           |
| 164546            | 2006 JY39  | 6 mai 2006  | Mount Lemmon   | Mount Lemmon Survey | —         | MPC                           |
| 164547            | 2006 JY43  | 6 mai 2006  | Kitt Peak      | Spacewatch          | —         | MPC                           |
| 164548            | 2006 JC48  | 5 mai 2006  | Anderson Mesa  | LONEOS              | —         | MPC                           |
| 164549            | 2006 JE58  | 6 mai 2006  | Siding Spring  | SSS                 | —         | MPC                           |
| 164550            | 2006 KP    | 17 mai 2006 | Palomar        | NEAT                | —         | MPC                           |
| 164551            | 2006 KM1   | 19 mai 2006 | Reedy Creek    | J. Broughton        | —         | MPC                           |
| 164552            | 2006 KJ6   | 19 mai 2006 | Mount Lemmon   | Mount Lemmon Survey | —         | MPC                           |
| 164553            | 2006 KW7   | 19 mai 2006 | Mount Lemmon   | Mount Lemmon Survey | —         | MPC                           |
| 164554            | 2006 KU9   | 19 mai 2006 | Catalina       | CSS                 | —         | MPC                           |
| 164555            | 2006 KZ16  | 20 mai 2006 | Catalina       | CSS                 | —         | MPC                           |
| 164556            | 2006 KN17  | 20 mai 2006 | Palomar        | NEAT                | —         | MPC                           |
| 164557            | 2006 KQ22  | 20 mai 2006 | Catalina       | CSS                 | Ursula    | MPC                           |
| 164558            | 2006 KA27  | 20 mai 2006 | Catalina       | CSS                 | —         | MPC                           |
| 164559            | 2006 KJ42  | 20 mai 2006 | Kitt Peak      | Spacewatch          | Ursula    | MPC                           |
| 164560            | 2006 KW45  | 21 mai 2006 | Mount Lemmon   | Mount Lemmon Survey | —         | MPC                           |
| 164561            | 2006 KZ47  | 21 mai 2006 | Kitt Peak      | Spacewatch          | —         | MPC                           |
| 164562            | 2006 KB50  | 21 mai 2006 | Kitt Peak      | Spacewatch          | —         | MPC                           |
| 164563            | 2006 KO52  | 21 mai 2006 | Kitt Peak      | Spacewatch          | —         | MPC                           |
| 164564            | 2006 KY52  | 21 mai 2006 | Kitt Peak      | Spacewatch          | —         | MPC                           |
| 164565            | 2006 KE59  | 22 mai 2006 | Kitt Peak      | Spacewatch          | —         | MPC                           |
| 164566            | 2006 KL68  | 20 mai 2006 | Mount Lemmon   | Mount Lemmon Survey | —         | MPC                           |
| 164567            | 2006 KL73  | 23 mai 2006 | Kitt Peak      | Spacewatch          | —         | MPC                           |
| 164568            | 2006 KU82  | 19 mai 2006 | Mount Lemmon   | Mount Lemmon Survey | —         | MPC                           |
| 164569            | 2006 KX82  | 19 mai 2006 | Mount Lemmon   | Mount Lemmon Survey | Chloris   | MPC                           |
| 164570            | 2006 KP91  | 25 mai 2006 | Kitt Peak      | Spacewatch          | —         | MPC                           |
| 164571            | 2006 KB108 | 31 mai 2006 | Mount Lemmon   | Mount Lemmon Survey | —         | MPC                           |
| 164572            | 2006 KD122 | 24 mai 2006 | Palomar        | NEAT                | —         | MPC                           |
| 164573            | 2006 KK122 | 28 mai 2006 | Socorro        | LINEAR              | —         | MPC                           |
| 164574            | 2006 MQ4   | 17 jun 2006 | Kitt Peak      | Spacewatch          | —         | MPC                           |
| 164575            | 2006 MF9   | 19 jun 2006 | Mount Lemmon   | Mount Lemmon Survey | Ursula    | MPC                           |
| 164576            | 2006 SV28  | 17 set 2006 | Kitt Peak      | Spacewatch          | —         | MPC                           |
| 164577            | 2006 SQ124 | 19 set 2006 | Catalina       | CSS                 | —         | MPC                           |
| 164578            | 2006 SW159 | 23 set 2006 | Kitt Peak      | Spacewatch          | Mitidika  | MPC                           |
| 164579            | 2006 SW353 | 30 set 2006 | Catalina       | CSS                 | —         | MPC                           |
| 164580            | 2006 SN356 | 30 set 2006 | Catalina       | CSS                 | —         | MPC                           |
| 164581            | 2006 TF47  | 12 out 2006 | Kitt Peak      | Spacewatch          | —         | MPC                           |
| 164582            | 2006 WU193 | 27 nov 2006 | Mount Lemmon   | Mount Lemmon Survey | —         | MPC                           |
| 164583            | 2007 BO27  | 24 jan 2007 | Catalina       | CSS                 | —         | MPC                           |
| 164584            | 2007 DG10  | 17 fev 2007 | Kitt Peak      | Spacewatch          | Themis    | MPC                           |
| 164585 Oenomaos   | 2007 ND2   | 13 jul 2007 | Marly          | P. Kocher           | Vesta     | MPC                           |
| 164586 Arlette    | 2007 NL4   | 14 jul 2007 | Marly          | P. Kocher           | —         | MPC                           |
| 164587 Taesch     | 2007 OS    | 17 jul 2007 | Chante-Perdrix | C. Rinner           | —         | MPC                           |
| 164588            | 2007 PP    | 3 ago 2007  | Eskridge       | Farpoint Obs.       | —         | MPC                           |
| 164589 La Sagra   | 2007 PC11  | 11 ago 2007 | OAM            | Mallorca Obs.       | Chloris   | MPC                           |
| 164590            | 2007 PF25  | 11 ago 2007 | Reedy Creek    | J. Broughton        | —         | MPC                           |
| 164591            | 2569 P-L   | 24 set 1960 | Palomar        | PLS                 | —         | MPC                           |
| 164592            | 2761 P-L   | 24 set 1960 | Palomar        | PLS                 | —         | MPC                           |
| 164593            | 4114 P-L   | 24 set 1960 | Palomar        | PLS                 | —         | MPC                           |
| 164594            | 4144 P-L   | 24 set 1960 | Palomar        | PLS                 | —         | MPC                           |
| 164595            | 4791 P-L   | 24 set 1960 | Palomar        | PLS                 | Mitidika  | MPC                           |
| 164596            | 4802 P-L   | 24 set 1960 | Palomar        | PLS                 | —         | MPC                           |
| 164597            | 6025 P-L   | 24 set 1960 | Palomar        | PLS                 | —         | MPC                           |
| 164598            | 6252 P-L   | 24 set 1960 | Palomar        | PLS                 | —         | MPC                           |
| 164599            | 6366 P-L   | 24 set 1960 | Palomar        | PLS                 | —         | MPC                           |
| 164600            | 1060 T-2   | 29 set 1973 | Palomar        | PLS                 | Phocaea   | MPC                           |

## 164601–164700
| Designação | Designação | Descoberta  | Descoberta     | Descobridor(es)         | Categoria | Mais informações / Referência |
| Permanente | Provisória | Data        | Local          | Descobridor(es)         | Categoria | Mais informações / Referência |
| ---------- | ---------- | ----------- | -------------- | ----------------------- | --------- | ----------------------------- |
| 164601     | 1123 T-2   | 29 set 1973 | Palomar        | PLS                     | —         | MPC                           |
| 164602     | 1301 T-2   | 29 set 1973 | Palomar        | PLS                     | —         | MPC                           |
| 164603     | 1422 T-2   | 29 set 1973 | Palomar        | PLS                     | —         | MPC                           |
| 164604     | 2054 T-2   | 29 set 1973 | Palomar        | PLS                     | —         | MPC                           |
| 164605     | 4097 T-2   | 29 set 1973 | Palomar        | PLS                     | —         | MPC                           |
| 164606     | 3167 T-3   | 16 out 1977 | Palomar        | PLS                     | —         | MPC                           |
| 164607     | 3273 T-3   | 16 out 1977 | Palomar        | PLS                     | Mitidika  | MPC                           |
| 164608     | 3307 T-3   | 16 out 1977 | Palomar        | PLS                     | —         | MPC                           |
| 164609     | 3829 T-3   | 16 out 1977 | Palomar        | PLS                     | —         | MPC                           |
| 164610     | 3840 T-3   | 16 out 1977 | Palomar        | PLS                     | —         | MPC                           |
| 164611     | 4066 T-3   | 16 out 1977 | Palomar        | PLS                     | —         | MPC                           |
| 164612     | 5693 T-3   | 16 out 1977 | Palomar        | PLS                     | —         | MPC                           |
| 164613     | 1981 EQ38  | 1 mar 1981  | Siding Spring  | S. J. Bus               | Phocaea   | MPC                           |
| 164614     | 1981 EJ41  | 2 mar 1981  | Siding Spring  | S. J. Bus               | —         | MPC                           |
| 164615     | 1981 RU7   | 3 set 1981  | Palomar        | S. J. Bus               | Pallas    | MPC                           |
| 164616     | 1986 WV8   | 30 nov 1986 | Kiso           | H. Kosai, K. Furukawa   | —         | MPC                           |
| 164617     | 1990 RP7   | 13 set 1990 | La Silla       | H. Debehogne            | —         | MPC                           |
| 164618     | 1991 VX11  | 8 nov 1991  | Kitt Peak      | Spacewatch              | —         | MPC                           |
| 164619     | 1992 EF4   | 1 mar 1992  | La Silla       | UESAC                   | —         | MPC                           |
| 164620     | 1992 RA3   | 2 set 1992  | La Silla       | E. W. Elst              | —         | MPC                           |
| 164621     | 1992 SC4   | 24 set 1992 | Kitt Peak      | Spacewatch              | Mitidika  | MPC                           |
| 164622     | 1993 FN5   | 17 mar 1993 | La Silla       | UESAC                   | —         | MPC                           |
| 164623     | 1993 FR38  | 19 mar 1993 | La Silla       | UESAC                   | —         | MPC                           |
| 164624     | 1993 FK44  | 19 mar 1993 | La Silla       | UESAC                   | —         | MPC                           |
| 164625     | 1993 TC15  | 9 out 1993  | La Silla       | E. W. Elst              | —         | MPC                           |
| 164626     | 1993 TL41  | 9 out 1993  | La Silla       | E. W. Elst              | —         | MPC                           |
| 164627     | 1993 UT7   | 20 out 1993 | La Silla       | E. W. Elst              | —         | MPC                           |
| 164628     | 1993 UX7   | 20 out 1993 | La Silla       | E. W. Elst              | —         | MPC                           |
| 164629     | 1994 AB13  | 11 jan 1994 | Kitt Peak      | Spacewatch              | Juno      | MPC                           |
| 164630     | 1994 PO6   | 10 ago 1994 | La Silla       | E. W. Elst              | —         | MPC                           |
| 164631     | 1994 RF9   | 12 set 1994 | Kitt Peak      | Spacewatch              | —         | MPC                           |
| 164632     | 1994 RM14  | 3 set 1994  | La Silla       | E. W. Elst              | —         | MPC                           |
| 164633     | 1994 SW4   | 28 set 1994 | Kitt Peak      | Spacewatch              | —         | MPC                           |
| 164634     | 1994 UB6   | 28 out 1994 | Kitt Peak      | Spacewatch              | —         | MPC                           |
| 164635     | 1994 WW8   | 28 nov 1994 | Kitt Peak      | Spacewatch              | —         | MPC                           |
| 164636     | 1995 BR8   | 29 jan 1995 | Kitt Peak      | Spacewatch              | —         | MPC                           |
| 164637     | 1995 CC10  | 4 fev 1995  | Kitt Peak      | Spacewatch              | —         | MPC                           |
| 164638     | 1995 FW17  | 29 mar 1995 | Kitt Peak      | Spacewatch              | —         | MPC                           |
| 164639     | 1995 FZ18  | 29 mar 1995 | Kitt Peak      | Spacewatch              | —         | MPC                           |
| 164640     | 1995 GN4   | 5 abr 1995  | Kitt Peak      | Spacewatch              | —         | MPC                           |
| 164641     | 1995 MK4   | 29 jun 1995 | Kitt Peak      | Spacewatch              | —         | MPC                           |
| 164642     | 1995 SJ7   | 17 set 1995 | Kitt Peak      | Spacewatch              | —         | MPC                           |
| 164643     | 1995 SU12  | 18 set 1995 | Kitt Peak      | Spacewatch              | Ursula    | MPC                           |
| 164644     | 1995 SH14  | 18 set 1995 | Kitt Peak      | Spacewatch              | —         | MPC                           |
| 164645     | 1995 SS65  | 26 set 1995 | Kitt Peak      | Spacewatch              | —         | MPC                           |
| 164646     | 1995 SU86  | 26 set 1995 | Kitt Peak      | Spacewatch              | —         | MPC                           |
| 164647     | 1995 UX25  | 20 out 1995 | Kitt Peak      | Spacewatch              | —         | MPC                           |
| 164648     | 1995 UG33  | 21 out 1995 | Kitt Peak      | Spacewatch              | —         | MPC                           |
| 164649     | 1995 VA18  | 15 nov 1995 | Kitt Peak      | Spacewatch              | —         | MPC                           |
| 164650     | 1995 WT36  | 21 nov 1995 | Kitt Peak      | Spacewatch              | —         | MPC                           |
| 164651     | 1996 AM7   | 12 jan 1996 | Kitt Peak      | Spacewatch              | —         | MPC                           |
| 164652     | 1996 AD13  | 15 jan 1996 | Kitt Peak      | Spacewatch              | —         | MPC                           |
| 164653     | 1996 FS14  | 19 mar 1996 | Kitt Peak      | Spacewatch              | —         | MPC                           |
| 164654     | 1996 GM16  | 14 abr 1996 | Kitt Peak      | Spacewatch              | —         | MPC                           |
| 164655     | 1996 HR1   | 22 abr 1996 | Haleakalā      | AMOS                    | —         | MPC                           |
| 164656     | 1996 RP5   | 15 set 1996 | Xinglong       | SCAP                    | —         | MPC                           |
| 164657     | 1996 RU6   | 5 set 1996  | Kitt Peak      | Spacewatch              | —         | MPC                           |
| 164658     | 1996 RG9   | 7 set 1996  | Kitt Peak      | Spacewatch              | —         | MPC                           |
| 164659     | 1996 RT13  | 8 set 1996  | Kitt Peak      | Spacewatch              | Ursula    | MPC                           |
| 164660     | 1996 RE16  | 13 set 1996 | Kitt Peak      | Spacewatch              | —         | MPC                           |
| 164661     | 1996 ST7   | 17 set 1996 | Xinglong       | SCAP                    | —         | MPC                           |
| 164662     | 1996 TC9   | 13 out 1996 | Needville      | W. G. Dillon, R. Pepper | Brangane  | MPC                           |
| 164663     | 1996 TQ13  | 5 out 1996  | Xinglong       | SCAP                    | Mitidika  | MPC                           |
| 164664     | 1996 TH17  | 4 out 1996  | Kitt Peak      | Spacewatch              | —         | MPC                           |
| 164665     | 1996 TO20  | 5 out 1996  | Kitt Peak      | Spacewatch              | —         | MPC                           |
| 164666     | 1996 TB30  | 7 out 1996  | Kitt Peak      | Spacewatch              | Mitidika  | MPC                           |
| 164667     | 1996 TA36  | 11 out 1996 | Kitt Peak      | Spacewatch              | —         | MPC                           |
| 164668     | 1996 TP56  | 2 out 1996  | La Silla       | E. W. Elst              | —         | MPC                           |
| 164669     | 1996 VJ23  | 10 nov 1996 | Kitt Peak      | Spacewatch              | —         | MPC                           |
| 164670     | 1996 XM6   | 3 dez 1996  | Nachi-Katsuura | Y. Shimizu, T. Urata    | —         | MPC                           |
| 164671     | 1996 XC12  | 4 dez 1996  | Kitt Peak      | Spacewatch              | —         | MPC                           |
| 164672     | 1996 XX29  | 14 dez 1996 | Kitt Peak      | Spacewatch              | Mitidika  | MPC                           |
| 164673     | 1997 BR4   | 31 jan 1997 | Kitt Peak      | Spacewatch              | —         | MPC                           |
| 164674     | 1997 EV4   | 2 mar 1997  | Kitt Peak      | Spacewatch              | —         | MPC                           |
| 164675     | 1997 EK5   | 4 mar 1997  | Kitt Peak      | Spacewatch              | —         | MPC                           |
| 164676     | 1997 EL7   | 2 mar 1997  | Bologna        | San Vittore Obs.        | —         | MPC                           |
| 164677     | 1997 GA4   | 8 abr 1997  | Kleť           | Kleť Obs.               | —         | MPC                           |
| 164678     | 1997 GR4   | 7 abr 1997  | Kitt Peak      | Spacewatch              | —         | MPC                           |
| 164679     | 1997 GJ12  | 3 abr 1997  | Socorro        | LINEAR                  | —         | MPC                           |
| 164680     | 1997 GO20  | 5 abr 1997  | Socorro        | LINEAR                  | —         | MPC                           |
| 164681     | 1997 KA1   | 27 mai 1997 | Caussols       | ODAS                    | Phocaea   | MPC                           |
| 164682     | 1997 LQ1   | 1 jun 1997  | Kitt Peak      | Spacewatch              | —         | MPC                           |
| 164683     | 1997 LH3   | 5 jun 1997  | Kitt Peak      | Spacewatch              | —         | MPC                           |
| 164684     | 1997 LS4   | 7 jun 1997  | Kitt Peak      | Spacewatch              | —         | MPC                           |
| 164685     | 1997 LH13  | 7 jun 1997  | La Silla       | E. W. Elst              | —         | MPC                           |
| 164686     | 1997 MW5   | 26 jun 1997 | Kitt Peak      | Spacewatch              | —         | MPC                           |
| 164687     | 1997 ME6   | 26 jun 1997 | Kitt Peak      | Spacewatch              | —         | MPC                           |
| 164688     | 1997 SO1   | 21 set 1997 | Ondřejov       | L. Kotková              | —         | MPC                           |
| 164689     | 1997 SC7   | 23 set 1997 | Kitt Peak      | Spacewatch              | —         | MPC                           |
| 164690     | 1997 SH8   | 23 set 1997 | Kitt Peak      | Spacewatch              | —         | MPC                           |
| 164691     | 1997 SH14  | 28 set 1997 | Kitt Peak      | Spacewatch              | —         | MPC                           |
| 164692     | 1997 TM21  | 4 out 1997  | Kitt Peak      | Spacewatch              | —         | MPC                           |
| 164693     | 1997 TC24  | 11 out 1997 | Kitt Peak      | Spacewatch              | —         | MPC                           |
| 164694     | 1997 UC16  | 23 out 1997 | Kitt Peak      | Spacewatch              | —         | MPC                           |
| 164695     | 1997 UJ16  | 23 out 1997 | Kitt Peak      | Spacewatch              | —         | MPC                           |
| 164696     | 1997 WB8   | 23 nov 1997 | Chichibu       | N. Satō                 | Brangane  | MPC                           |
| 164697     | 1997 WS28  | 28 nov 1997 | Kitt Peak      | Spacewatch              | —         | MPC                           |
| 164698     | 1997 WA47  | 26 nov 1997 | Socorro        | LINEAR                  | —         | MPC                           |
| 164699     | 1997 XV6   | 5 dez 1997  | Caussols       | ODAS                    | —         | MPC                           |
| 164700     | 1998 AO4   | 6 jan 1998  | Kitt Peak      | Spacewatch              | —         | MPC                           |

## 164701–164800
| Designação      | Designação | Descoberta  | Descoberta       | Descobridor(es)              | Categoria | Mais informações / Referência |
| Permanente      | Provisória | Data        | Local            | Descobridor(es)              | Categoria | Mais informações / Referência |
| --------------- | ---------- | ----------- | ---------------- | ---------------------------- | --------- | ----------------------------- |
| 164701 Horanyi  | 1998 AX9   | 7 jan 1998  | Anderson Mesa    | M. W. Buie                   | Chloris   | MPC                           |
| 164702          | 1998 BH6   | 22 jan 1998 | Kitt Peak        | Spacewatch                   | Mitidika  | MPC                           |
| 164703          | 1998 BN20  | 22 jan 1998 | Kitt Peak        | Spacewatch                   | Brangane  | MPC                           |
| 164704          | 1998 BF31  | 26 jan 1998 | Kitt Peak        | Spacewatch                   | —         | MPC                           |
| 164705          | 1998 DE2   | 17 fev 1998 | Kitt Peak        | Spacewatch                   | —         | MPC                           |
| 164706          | 1998 DJ19  | 24 fev 1998 | Kitt Peak        | Spacewatch                   | —         | MPC                           |
| 164707          | 1998 DE27  | 26 fev 1998 | Kitt Peak        | Spacewatch                   | —         | MPC                           |
| 164708          | 1998 FX7   | 20 mar 1998 | Kitt Peak        | Spacewatch                   | —         | MPC                           |
| 164709          | 1998 FC10  | 24 mar 1998 | Caussols         | ODAS                         | —         | MPC                           |
| 164710          | 1998 FW24  | 20 mar 1998 | Socorro          | LINEAR                       | —         | MPC                           |
| 164711          | 1998 FD42  | 20 mar 1998 | Socorro          | LINEAR                       | —         | MPC                           |
| 164712          | 1998 FM58  | 20 mar 1998 | Socorro          | LINEAR                       | —         | MPC                           |
| 164713          | 1998 FK61  | 20 mar 1998 | Socorro          | LINEAR                       | Mitidika  | MPC                           |
| 164714          | 1998 FN91  | 24 mar 1998 | Socorro          | LINEAR                       | —         | MPC                           |
| 164715          | 1998 FZ139 | 28 mar 1998 | Socorro          | LINEAR                       | —         | MPC                           |
| 164716          | 1998 GH    | 2 abr 1998  | Socorro          | LINEAR                       | —         | MPC                           |
| 164717          | 1998 GN1   | 6 abr 1998  | Kleť             | Kleť Obs.                    | Mitidika  | MPC                           |
| 164718          | 1998 HM4   | 21 abr 1998 | Socorro          | LINEAR                       | —         | MPC                           |
| 164719          | 1998 HZ6   | 21 abr 1998 | Socorro          | LINEAR                       | —         | MPC                           |
| 164720          | 1998 KT24  | 22 mai 1998 | Socorro          | LINEAR                       | —         | MPC                           |
| 164721          | 1998 QO24  | 17 ago 1998 | Socorro          | LINEAR                       | —         | MPC                           |
| 164722          | 1998 QN68  | 24 ago 1998 | Socorro          | LINEAR                       | —         | MPC                           |
| 164723          | 1998 QW71  | 24 ago 1998 | Socorro          | LINEAR                       | —         | MPC                           |
| 164724          | 1998 QM78  | 24 ago 1998 | Socorro          | LINEAR                       | —         | MPC                           |
| 164725          | 1998 QF98  | 28 ago 1998 | Socorro          | LINEAR                       | —         | MPC                           |
| 164726          | 1998 QE107 | 19 ago 1998 | Xinglong         | SCAP                         | Eos       | MPC                           |
| 164727          | 1998 RH5   | 15 set 1998 | Caussols         | ODAS                         | —         | MPC                           |
| 164728          | 1998 RH12  | 14 set 1998 | Kitt Peak        | Spacewatch                   | —         | MPC                           |
| 164729          | 1998 RT49  | 14 set 1998 | Socorro          | LINEAR                       | —         | MPC                           |
| 164730          | 1998 RA55  | 14 set 1998 | Socorro          | LINEAR                       | —         | MPC                           |
| 164731          | 1998 RK64  | 14 set 1998 | Socorro          | LINEAR                       | —         | MPC                           |
| 164732          | 1998 RE69  | 14 set 1998 | Socorro          | LINEAR                       | —         | MPC                           |
| 164733          | 1998 RE70  | 14 set 1998 | Socorro          | LINEAR                       | —         | MPC                           |
| 164734          | 1998 SE21  | 21 set 1998 | Kitt Peak        | Spacewatch                   | —         | MPC                           |
| 164735          | 1998 SY24  | 18 set 1998 | Anderson Mesa    | LONEOS                       | —         | MPC                           |
| 164736          | 1998 SJ40  | 24 set 1998 | Kitt Peak        | Spacewatch                   | —         | MPC                           |
| 164737          | 1998 ST47  | 26 set 1998 | Kitt Peak        | Spacewatch                   | —         | MPC                           |
| 164738          | 1998 SP84  | 26 set 1998 | Socorro          | LINEAR                       | —         | MPC                           |
| 164739          | 1998 SF103 | 26 set 1998 | Socorro          | LINEAR                       | —         | MPC                           |
| 164740          | 1998 SJ106 | 26 set 1998 | Socorro          | LINEAR                       | —         | MPC                           |
| 164741          | 1998 SH113 | 26 set 1998 | Socorro          | LINEAR                       | —         | MPC                           |
| 164742          | 1998 SS138 | 26 set 1998 | Socorro          | LINEAR                       | —         | MPC                           |
| 164743          | 1998 SD156 | 26 set 1998 | Socorro          | LINEAR                       | —         | MPC                           |
| 164744          | 1998 SN162 | 26 set 1998 | Socorro          | LINEAR                       | —         | MPC                           |
| 164745          | 1998 TU8   | 12 out 1998 | Kitt Peak        | Spacewatch                   | —         | MPC                           |
| 164746          | 1998 TF11  | 13 out 1998 | Kitt Peak        | Spacewatch                   | —         | MPC                           |
| 164747          | 1998 TP20  | 13 out 1998 | Kitt Peak        | Spacewatch                   | —         | MPC                           |
| 164748          | 1998 TC22  | 13 out 1998 | Kitt Peak        | Spacewatch                   | —         | MPC                           |
| 164749          | 1998 TP22  | 13 out 1998 | Kitt Peak        | Spacewatch                   | —         | MPC                           |
| 164750          | 1998 TW29  | 14 out 1998 | Xinglong         | SCAP                         | —         | MPC                           |
| 164751          | 1998 UW3   | 20 out 1998 | Caussols         | ODAS                         | —         | MPC                           |
| 164752          | 1998 UR17  | 18 out 1998 | Xinglong         | SCAP                         | —         | MPC                           |
| 164753          | 1998 UJ41  | 28 out 1998 | Socorro          | LINEAR                       | —         | MPC                           |
| 164754          | 1998 VQ10  | 10 nov 1998 | Socorro          | LINEAR                       | —         | MPC                           |
| 164755          | 1998 VK27  | 10 nov 1998 | Socorro          | LINEAR                       | —         | MPC                           |
| 164756          | 1998 VR35  | 9 nov 1998  | Xinglong         | SCAP                         | —         | MPC                           |
| 164757          | 1998 VY35  | 12 nov 1998 | Xinglong         | SCAP                         | —         | MPC                           |
| 164758          | 1998 VN37  | 10 nov 1998 | Socorro          | LINEAR                       | —         | MPC                           |
| 164759          | 1998 VR56  | 11 nov 1998 | Anderson Mesa    | LONEOS                       | —         | MPC                           |
| 164760          | 1998 WX2   | 17 nov 1998 | Caussols         | ODAS                         | —         | MPC                           |
| 164761          | 1998 WU6   | 24 nov 1998 | Baton Rouge      | W. R. Cooney Jr., P. M. Motl | —         | MPC                           |
| 164762          | 1998 WX27  | 18 nov 1998 | Kitt Peak        | Spacewatch                   | —         | MPC                           |
| 164763          | 1998 WH29  | 23 nov 1998 | Kitt Peak        | Spacewatch                   | —         | MPC                           |
| 164764          | 1998 XK1   | 7 dez 1998  | Caussols         | ODAS                         | —         | MPC                           |
| 164765          | 1998 XM1   | 7 dez 1998  | Caussols         | ODAS                         | —         | MPC                           |
| 164766          | 1998 XQ13  | 15 dez 1998 | Caussols         | ODAS                         | —         | MPC                           |
| 164767          | 1998 YK4   | 18 dez 1998 | Woomera          | F. B. Zoltowski              | —         | MPC                           |
| 164768          | 1998 YE22  | 26 dez 1998 | Kitt Peak        | Spacewatch                   | —         | MPC                           |
| 164769          | 1999 AG38  | 9 jan 1999  | Xinglong         | SCAP                         | Eos       | MPC                           |
| 164770          | 1999 BN18  | 16 jan 1999 | Socorro          | LINEAR                       | —         | MPC                           |
| 164771          | 1999 CB5   | 12 fev 1999 | Oohira           | T. Urata                     | —         | MPC                           |
| 164772          | 1999 CV33  | 10 fev 1999 | Socorro          | LINEAR                       | —         | MPC                           |
| 164773          | 1999 CW48  | 10 fev 1999 | Socorro          | LINEAR                       | —         | MPC                           |
| 164774          | 1999 CA95  | 10 fev 1999 | Socorro          | LINEAR                       | —         | MPC                           |
| 164775          | 1999 CJ124 | 11 fev 1999 | Socorro          | LINEAR                       | —         | MPC                           |
| 164776          | 1999 CJ133 | 7 fev 1999  | Kitt Peak        | Spacewatch                   | —         | MPC                           |
| 164777          | 1999 CD142 | 10 fev 1999 | Kitt Peak        | Spacewatch                   | —         | MPC                           |
| 164778          | 1999 CD149 | 13 fev 1999 | Kitt Peak        | Spacewatch                   | —         | MPC                           |
| 164779          | 1999 CN157 | 8 fev 1999  | Kitt Peak        | Spacewatch                   | —         | MPC                           |
| 164780          | 1999 CH159 | 8 fev 1999  | Kitt Peak        | Spacewatch                   | —         | MPC                           |
| 164781          | 1999 DA4   | 20 fev 1999 | Goodricke-Pigott | R. A. Tucker                 | —         | MPC                           |
| 164782          | 1999 DK4   | 16 fev 1999 | Ondřejov         | Ondřejov Obs.                | —         | MPC                           |
| 164783          | 1999 EZ1   | 9 mar 1999  | Kitt Peak        | Spacewatch                   | —         | MPC                           |
| 164784          | 1999 EJ11  | 15 mar 1999 | Kitt Peak        | Spacewatch                   | —         | MPC                           |
| 164785          | 1999 ES14  | 14 mar 1999 | Kitt Peak        | Spacewatch                   | —         | MPC                           |
| 164786          | 1999 FZ1   | 16 mar 1999 | Kitt Peak        | Spacewatch                   | —         | MPC                           |
| 164787          | 1999 FE11  | 17 mar 1999 | Kitt Peak        | Spacewatch                   | —         | MPC                           |
| 164788          | 1999 FN12  | 18 mar 1999 | Kitt Peak        | Spacewatch                   | —         | MPC                           |
| 164789          | 1999 FV18  | 22 mar 1999 | Anderson Mesa    | LONEOS                       | —         | MPC                           |
| 164790          | 1999 FY35  | 20 mar 1999 | Socorro          | LINEAR                       | —         | MPC                           |
| 164791 Nicinski | 1999 FJ70  | 20 mar 1999 | Apache Point     | SDSS                         | —         | MPC                           |
| 164792 Owen     | 1999 FD78  | 20 mar 1999 | Apache Point     | SDSS                         | —         | MPC                           |
| 164793          | 1999 GO7   | 7 abr 1999  | Anderson Mesa    | LONEOS                       | —         | MPC                           |
| 164794          | 1999 GO10  | 11 abr 1999 | Kitt Peak        | Spacewatch                   | —         | MPC                           |
| 164795          | 1999 GW10  | 11 abr 1999 | Kitt Peak        | Spacewatch                   | —         | MPC                           |
| 164796          | 1999 GX13  | 14 abr 1999 | Kitt Peak        | Spacewatch                   | —         | MPC                           |
| 164797          | 1999 GJ24  | 6 abr 1999  | Socorro          | LINEAR                       | —         | MPC                           |
| 164798          | 1999 JC1   | 7 mai 1999  | Catalina         | CSS                          | —         | MPC                           |
| 164799          | 1999 JV26  | 10 mai 1999 | Socorro          | LINEAR                       | —         | MPC                           |
| 164800          | 1999 JE32  | 10 mai 1999 | Socorro          | LINEAR                       | —         | MPC                           |

## 164801–164900
| Designação | Designação | Descoberta  | Descoberta        | Descobridor(es) | Categoria | Mais informações / Referência |
| Permanente | Provisória | Data        | Local             | Descobridor(es) | Categoria | Mais informações / Referência |
| ---------- | ---------- | ----------- | ----------------- | --------------- | --------- | ----------------------------- |
| 164801     | 1999 JH42  | 10 mai 1999 | Socorro           | LINEAR          | —         | MPC                           |
| 164802     | 1999 JU48  | 10 mai 1999 | Socorro           | LINEAR          | —         | MPC                           |
| 164803     | 1999 JH65  | 12 mai 1999 | Socorro           | LINEAR          | —         | MPC                           |
| 164804     | 1999 JL75  | 9 mai 1999  | Bergisch Gladbach | W. Bickel       | —         | MPC                           |
| 164805     | 1999 JT109 | 13 mai 1999 | Socorro           | LINEAR          | —         | MPC                           |
| 164806     | 1999 JA110 | 13 mai 1999 | Socorro           | LINEAR          | —         | MPC                           |
| 164807     | 1999 JA114 | 13 mai 1999 | Socorro           | LINEAR          | —         | MPC                           |
| 164808     | 1999 JC116 | 13 mai 1999 | Socorro           | LINEAR          | —         | MPC                           |
| 164809     | 1999 JH121 | 13 mai 1999 | Socorro           | LINEAR          | —         | MPC                           |
| 164810     | 1999 JN124 | 10 mai 1999 | Socorro           | LINEAR          | —         | MPC                           |
| 164811     | 1999 JR135 | 7 mai 1999  | Anderson Mesa     | LONEOS          | —         | MPC                           |
| 164812     | 1999 KT17  | 17 mai 1999 | Catalina          | CSS             | —         | MPC                           |
| 164813     | 1999 LC8   | 8 jun 1999  | Socorro           | LINEAR          | —         | MPC                           |
| 164814     | 1999 LR32  | 8 jun 1999  | Kitt Peak         | Spacewatch      | —         | MPC                           |
| 164815     | 1999 ND62  | 13 jul 1999 | Socorro           | LINEAR          | —         | MPC                           |
| 164816     | 1999 PR5   | 12 ago 1999 | Kitt Peak         | Spacewatch      | —         | MPC                           |
| 164817     | 1999 QW    | 17 ago 1999 | Kitt Peak         | Spacewatch      | —         | MPC                           |
| 164818     | 1999 RR41  | 14 set 1999 | Kleť              | Kleť Obs.       | Phocaea   | MPC                           |
| 164819     | 1999 RL86  | 7 set 1999  | Socorro           | LINEAR          | —         | MPC                           |
| 164820     | 1999 RR89  | 7 set 1999  | Socorro           | LINEAR          | —         | MPC                           |
| 164821     | 1999 RY112 | 9 set 1999  | Socorro           | LINEAR          | —         | MPC                           |
| 164822     | 1999 RV157 | 9 set 1999  | Socorro           | LINEAR          | —         | MPC                           |
| 164823     | 1999 RD171 | 9 set 1999  | Socorro           | LINEAR          | —         | MPC                           |
| 164824     | 1999 RS176 | 9 set 1999  | Socorro           | LINEAR          | —         | MPC                           |
| 164825     | 1999 RT203 | 8 set 1999  | Socorro           | LINEAR          | Phocaea   | MPC                           |
| 164826     | 1999 RN208 | 8 set 1999  | Socorro           | LINEAR          | —         | MPC                           |
| 164827     | 1999 RN236 | 8 set 1999  | Catalina          | CSS             | —         | MPC                           |
| 164828     | 1999 TL40  | 5 out 1999  | Catalina          | CSS             | —         | MPC                           |
| 164829     | 1999 TE45  | 3 out 1999  | Kitt Peak         | Spacewatch      | —         | MPC                           |
| 164830     | 1999 TA49  | 4 out 1999  | Kitt Peak         | Spacewatch      | —         | MPC                           |
| 164831     | 1999 TL52  | 5 out 1999  | Kitt Peak         | Spacewatch      | —         | MPC                           |
| 164832     | 1999 TL55  | 6 out 1999  | Kitt Peak         | Spacewatch      | —         | MPC                           |
| 164833     | 1999 TR62  | 7 out 1999  | Kitt Peak         | Spacewatch      | —         | MPC                           |
| 164834     | 1999 TL64  | 8 out 1999  | Kitt Peak         | Spacewatch      | —         | MPC                           |
| 164835     | 1999 TS67  | 8 out 1999  | Kitt Peak         | Spacewatch      | —         | MPC                           |
| 164836     | 1999 TW75  | 10 out 1999 | Kitt Peak         | Spacewatch      | —         | MPC                           |
| 164837     | 1999 TY81  | 12 out 1999 | Kitt Peak         | Spacewatch      | —         | MPC                           |
| 164838     | 1999 TH83  | 12 out 1999 | Kitt Peak         | Spacewatch      | —         | MPC                           |
| 164839     | 1999 TX86  | 15 out 1999 | Kitt Peak         | Spacewatch      | Mitidika  | MPC                           |
| 164840     | 1999 TK88  | 15 out 1999 | Socorro           | LINEAR          | —         | MPC                           |
| 164841     | 1999 TV112 | 4 out 1999  | Socorro           | LINEAR          | —         | MPC                           |
| 164842     | 1999 TV133 | 6 out 1999  | Socorro           | LINEAR          | —         | MPC                           |
| 164843     | 1999 TH138 | 6 out 1999  | Socorro           | LINEAR          | Pallas    | MPC                           |
| 164844     | 1999 TV143 | 7 out 1999  | Socorro           | LINEAR          | —         | MPC                           |
| 164845     | 1999 TT149 | 7 out 1999  | Socorro           | LINEAR          | —         | MPC                           |
| 164846     | 1999 TT152 | 7 out 1999  | Socorro           | LINEAR          | —         | MPC                           |
| 164847     | 1999 TC153 | 7 out 1999  | Socorro           | LINEAR          | Juno      | MPC                           |
| 164848     | 1999 TM156 | 7 out 1999  | Socorro           | LINEAR          | Phocaea   | MPC                           |
| 164849     | 1999 TW163 | 9 out 1999  | Socorro           | LINEAR          | —         | MPC                           |
| 164850     | 1999 TF171 | 10 out 1999 | Socorro           | LINEAR          | —         | MPC                           |
| 164851     | 1999 TK171 | 10 out 1999 | Socorro           | LINEAR          | —         | MPC                           |
| 164852     | 1999 TT174 | 10 out 1999 | Socorro           | LINEAR          | —         | MPC                           |
| 164853     | 1999 TQ198 | 12 out 1999 | Socorro           | LINEAR          | —         | MPC                           |
| 164854     | 1999 TK204 | 13 out 1999 | Socorro           | LINEAR          | Juno      | MPC                           |
| 164855     | 1999 TO204 | 13 out 1999 | Socorro           | LINEAR          | —         | MPC                           |
| 164856     | 1999 TJ210 | 14 out 1999 | Socorro           | LINEAR          | Phocaea   | MPC                           |
| 164857     | 1999 TC215 | 15 out 1999 | Socorro           | LINEAR          | —         | MPC                           |
| 164858     | 1999 TX215 | 15 out 1999 | Socorro           | LINEAR          | Pallas    | MPC                           |
| 164859     | 1999 TA218 | 15 out 1999 | Socorro           | LINEAR          | —         | MPC                           |
| 164860     | 1999 TA241 | 4 out 1999  | Catalina          | CSS             | —         | MPC                           |
| 164861     | 1999 TL260 | 10 out 1999 | Socorro           | LINEAR          | —         | MPC                           |
| 164862     | 1999 TD262 | 13 out 1999 | Socorro           | LINEAR          | —         | MPC                           |
| 164863     | 1999 TN269 | 3 out 1999  | Socorro           | LINEAR          | —         | MPC                           |
| 164864     | 1999 TH272 | 3 out 1999  | Socorro           | LINEAR          | Meliboea  | MPC                           |
| 164865     | 1999 TA273 | 3 out 1999  | Socorro           | LINEAR          | —         | MPC                           |
| 164866     | 1999 TK278 | 6 out 1999  | Socorro           | LINEAR          | —         | MPC                           |
| 164867     | 1999 TH287 | 10 out 1999 | Socorro           | LINEAR          | —         | MPC                           |
| 164868     | 1999 TU309 | 3 out 1999  | Kitt Peak         | Spacewatch      | —         | MPC                           |
| 164869     | 1999 UJ11  | 31 out 1999 | Bergisch Gladbach | W. Bickel       | —         | MPC                           |
| 164870     | 1999 UD14  | 29 out 1999 | Catalina          | CSS             | Phocaea   | MPC                           |
| 164871     | 1999 UE20  | 31 out 1999 | Kitt Peak         | Spacewatch      | —         | MPC                           |
| 164872     | 1999 UJ31  | 31 out 1999 | Kitt Peak         | Spacewatch      | —         | MPC                           |
| 164873     | 1999 UO36  | 16 out 1999 | Kitt Peak         | Spacewatch      | —         | MPC                           |
| 164874     | 1999 UL37  | 16 out 1999 | Kitt Peak         | Spacewatch      | —         | MPC                           |
| 164875     | 1999 UA38  | 16 out 1999 | Kitt Peak         | Spacewatch      | —         | MPC                           |
| 164876     | 1999 UB49  | 31 out 1999 | Catalina          | CSS             | —         | MPC                           |
| 164877     | 1999 UQ49  | 30 out 1999 | Catalina          | CSS             | —         | MPC                           |
| 164878     | 1999 VA14  | 2 nov 1999  | Socorro           | LINEAR          | —         | MPC                           |
| 164879     | 1999 VK18  | 2 nov 1999  | Kitt Peak         | Spacewatch      | —         | MPC                           |
| 164880     | 1999 VN26  | 3 nov 1999  | Socorro           | LINEAR          | —         | MPC                           |
| 164881     | 1999 VT30  | 3 nov 1999  | Socorro           | LINEAR          | —         | MPC                           |
| 164882     | 1999 VB42  | 4 nov 1999  | Kitt Peak         | Spacewatch      | —         | MPC                           |
| 164883     | 1999 VQ65  | 4 nov 1999  | Socorro           | LINEAR          | —         | MPC                           |
| 164884     | 1999 VW76  | 5 nov 1999  | Kitt Peak         | Spacewatch      | —         | MPC                           |
| 164885     | 1999 VU79  | 4 nov 1999  | Socorro           | LINEAR          | —         | MPC                           |
| 164886     | 1999 VX81  | 5 nov 1999  | Socorro           | LINEAR          | —         | MPC                           |
| 164887     | 1999 VT84  | 6 nov 1999  | Kitt Peak         | Spacewatch      | —         | MPC                           |
| 164888     | 1999 VK86  | 5 nov 1999  | Socorro           | LINEAR          | —         | MPC                           |
| 164889     | 1999 VN93  | 9 nov 1999  | Socorro           | LINEAR          | —         | MPC                           |
| 164890     | 1999 VL101 | 9 nov 1999  | Socorro           | LINEAR          | —         | MPC                           |
| 164891     | 1999 VD104 | 9 nov 1999  | Socorro           | LINEAR          | —         | MPC                           |
| 164892     | 1999 VD106 | 9 nov 1999  | Socorro           | LINEAR          | —         | MPC                           |
| 164893     | 1999 VV106 | 9 nov 1999  | Socorro           | LINEAR          | —         | MPC                           |
| 164894     | 1999 VR107 | 9 nov 1999  | Socorro           | LINEAR          | —         | MPC                           |
| 164895     | 1999 VZ110 | 9 nov 1999  | Socorro           | LINEAR          | —         | MPC                           |
| 164896     | 1999 VE116 | 4 nov 1999  | Kitt Peak         | Spacewatch      | —         | MPC                           |
| 164897     | 1999 VV134 | 10 nov 1999 | Kitt Peak         | Spacewatch      | —         | MPC                           |
| 164898     | 1999 VM159 | 14 nov 1999 | Socorro           | LINEAR          | —         | MPC                           |
| 164899     | 1999 VR162 | 14 nov 1999 | Socorro           | LINEAR          | —         | MPC                           |
| 164900     | 1999 VE181 | 9 nov 1999  | Socorro           | LINEAR          | Juno      | MPC                           |

## 164901–165000
| Designação | Designação | Descoberta  | Descoberta          | Descobridor(es) | Categoria | Mais informações / Referência |
| Permanente | Provisória | Data        | Local               | Descobridor(es) | Categoria | Mais informações / Referência |
| ---------- | ---------- | ----------- | ------------------- | --------------- | --------- | ----------------------------- |
| 164901     | 1999 VK181 | 9 nov 1999  | Socorro             | LINEAR          | —         | MPC                           |
| 164902     | 1999 VT190 | 15 nov 1999 | Socorro             | LINEAR          | —         | MPC                           |
| 164903     | 1999 VP225 | 5 nov 1999  | Socorro             | LINEAR          | —         | MPC                           |
| 164904     | 1999 WP2   | 26 nov 1999 | Višnjan Observatory | K. Korlević     | —         | MPC                           |
| 164905     | 1999 WU9   | 30 nov 1999 | Oizumi              | T. Kobayashi    | —         | MPC                           |
| 164906     | 1999 WY15  | 29 nov 1999 | Kitt Peak           | Spacewatch      | —         | MPC                           |
| 164907     | 1999 WL17  | 30 nov 1999 | Kitt Peak           | Spacewatch      | Juno      | MPC                           |
| 164908     | 1999 XC3   | 4 dez 1999  | Catalina            | CSS             | —         | MPC                           |
| 164909     | 1999 XO4   | 4 dez 1999  | Catalina            | CSS             | —         | MPC                           |
| 164910     | 1999 XL10  | 5 dez 1999  | Catalina            | CSS             | —         | MPC                           |
| 164911     | 1999 XB13  | 5 dez 1999  | Socorro             | LINEAR          | —         | MPC                           |
| 164912     | 1999 XP15  | 5 dez 1999  | Višnjan Observatory | K. Korlević     | —         | MPC                           |
| 164913     | 1999 XK32  | 6 dez 1999  | Socorro             | LINEAR          | Pallas    | MPC                           |
| 164914     | 1999 XV37  | 7 dez 1999  | Dynic               | A. Sugie        | —         | MPC                           |
| 164915     | 1999 XC38  | 6 dez 1999  | Gnosca              | S. Sposetti     | —         | MPC                           |
| 164916     | 1999 XV38  | 5 dez 1999  | Socorro             | LINEAR          | —         | MPC                           |
| 164917     | 1999 XF41  | 7 dez 1999  | Socorro             | LINEAR          | —         | MPC                           |
| 164918     | 1999 XR41  | 7 dez 1999  | Socorro             | LINEAR          | —         | MPC                           |
| 164919     | 1999 XD44  | 7 dez 1999  | Socorro             | LINEAR          | —         | MPC                           |
| 164920     | 1999 XL46  | 7 dez 1999  | Socorro             | LINEAR          | —         | MPC                           |
| 164921     | 1999 XW57  | 7 dez 1999  | Socorro             | LINEAR          | —         | MPC                           |
| 164922     | 1999 XZ72  | 7 dez 1999  | Socorro             | LINEAR          | —         | MPC                           |
| 164923     | 1999 XC77  | 7 dez 1999  | Socorro             | LINEAR          | —         | MPC                           |
| 164924     | 1999 XS77  | 7 dez 1999  | Socorro             | LINEAR          | —         | MPC                           |
| 164925     | 1999 XN79  | 7 dez 1999  | Socorro             | LINEAR          | —         | MPC                           |
| 164926     | 1999 XL87  | 7 dez 1999  | Socorro             | LINEAR          | —         | MPC                           |
| 164927     | 1999 XO92  | 7 dez 1999  | Socorro             | LINEAR          | Eos       | MPC                           |
| 164928     | 1999 XQ99  | 7 dez 1999  | Socorro             | LINEAR          | Phocaea   | MPC                           |
| 164929     | 1999 XK102 | 7 dez 1999  | Socorro             | LINEAR          | —         | MPC                           |
| 164930     | 1999 XZ111 | 7 dez 1999  | Socorro             | LINEAR          | —         | MPC                           |
| 164931     | 1999 XO113 | 11 dez 1999 | Socorro             | LINEAR          | —         | MPC                           |
| 164932     | 1999 XW115 | 5 dez 1999  | Catalina            | CSS             | —         | MPC                           |
| 164933     | 1999 XJ124 | 7 dez 1999  | Catalina            | CSS             | —         | MPC                           |
| 164934     | 1999 XV125 | 7 dez 1999  | Catalina            | CSS             | —         | MPC                           |
| 164935     | 1999 XR126 | 7 dez 1999  | Catalina            | CSS             | —         | MPC                           |
| 164936     | 1999 XX128 | 12 dez 1999 | Socorro             | LINEAR          | —         | MPC                           |
| 164937     | 1999 XW145 | 7 dez 1999  | Kitt Peak           | Spacewatch      | —         | MPC                           |
| 164938     | 1999 XU151 | 7 dez 1999  | Kitt Peak           | Spacewatch      | —         | MPC                           |
| 164939     | 1999 XT155 | 8 dez 1999  | Socorro             | LINEAR          | —         | MPC                           |
| 164940     | 1999 XZ155 | 8 dez 1999  | Socorro             | LINEAR          | —         | MPC                           |
| 164941     | 1999 XQ168 | 10 dez 1999 | Socorro             | LINEAR          | —         | MPC                           |
| 164942     | 1999 XE170 | 10 dez 1999 | Socorro             | LINEAR          | —         | MPC                           |
| 164943     | 1999 XS176 | 10 dez 1999 | Socorro             | LINEAR          | —         | MPC                           |
| 164944     | 1999 XU177 | 10 dez 1999 | Socorro             | LINEAR          | —         | MPC                           |
| 164945     | 1999 XD183 | 12 dez 1999 | Socorro             | LINEAR          | —         | MPC                           |
| 164946     | 1999 XF192 | 12 dez 1999 | Socorro             | LINEAR          | —         | MPC                           |
| 164947     | 1999 XN201 | 12 dez 1999 | Socorro             | LINEAR          | —         | MPC                           |
| 164948     | 1999 XQ229 | 7 dez 1999  | Catalina            | CSS             | —         | MPC                           |
| 164949     | 1999 XF231 | 7 dez 1999  | Catalina            | CSS             | —         | MPC                           |
| 164950     | 1999 XC234 | 4 dez 1999  | Anderson Mesa       | LONEOS          | —         | MPC                           |
| 164951     | 1999 XM242 | 13 dez 1999 | Socorro             | LINEAR          | —         | MPC                           |
| 164952     | 1999 XM243 | 3 dez 1999  | Anderson Mesa       | LONEOS          | —         | MPC                           |
| 164953     | 1999 XP252 | 12 dez 1999 | Kitt Peak           | Spacewatch      | —         | MPC                           |
| 164954     | 1999 YW3   | 19 dez 1999 | Socorro             | LINEAR          | Eos       | MPC                           |
| 164955     | 1999 YA11  | 27 dez 1999 | Kitt Peak           | Spacewatch      | —         | MPC                           |
| 164956     | 1999 YZ13  | 27 dez 1999 | Kitt Peak           | Spacewatch      | —         | MPC                           |
| 164957     | 1999 YW22  | 31 dez 1999 | Anderson Mesa       | LONEOS          | —         | MPC                           |
| 164958     | 2000 AM3   | 2 jan 2000  | Socorro             | LINEAR          | —         | MPC                           |
| 164959     | 2000 AS8   | 2 jan 2000  | Socorro             | LINEAR          | —         | MPC                           |
| 164960     | 2000 AW13  | 3 jan 2000  | Socorro             | LINEAR          | —         | MPC                           |
| 164961     | 2000 AH16  | 3 jan 2000  | Socorro             | LINEAR          | —         | MPC                           |
| 164962     | 2000 AO27  | 3 jan 2000  | Socorro             | LINEAR          | —         | MPC                           |
| 164963     | 2000 AW29  | 3 jan 2000  | Socorro             | LINEAR          | —         | MPC                           |
| 164964     | 2000 AT30  | 3 jan 2000  | Socorro             | LINEAR          | —         | MPC                           |
| 164965     | 2000 AZ39  | 3 jan 2000  | Socorro             | LINEAR          | —         | MPC                           |
| 164966     | 2000 AM44  | 5 jan 2000  | Kitt Peak           | Spacewatch      | —         | MPC                           |
| 164967     | 2000 AO51  | 4 jan 2000  | Socorro             | LINEAR          | —         | MPC                           |
| 164968     | 2000 AS52  | 4 jan 2000  | Socorro             | LINEAR          | —         | MPC                           |
| 164969     | 2000 AK53  | 4 jan 2000  | Socorro             | LINEAR          | —         | MPC                           |
| 164970     | 2000 AV53  | 4 jan 2000  | Socorro             | LINEAR          | —         | MPC                           |
| 164971     | 2000 AV61  | 4 jan 2000  | Socorro             | LINEAR          | —         | MPC                           |
| 164972     | 2000 AM62  | 4 jan 2000  | Socorro             | LINEAR          | —         | MPC                           |
| 164973     | 2000 AU68  | 5 jan 2000  | Socorro             | LINEAR          | —         | MPC                           |
| 164974     | 2000 AO78  | 5 jan 2000  | Socorro             | LINEAR          | —         | MPC                           |
| 164975     | 2000 AO117 | 5 jan 2000  | Socorro             | LINEAR          | —         | MPC                           |
| 164976     | 2000 AJ118 | 5 jan 2000  | Socorro             | LINEAR          | —         | MPC                           |
| 164977     | 2000 AA123 | 5 jan 2000  | Socorro             | LINEAR          | —         | MPC                           |
| 164978     | 2000 AH143 | 5 jan 2000  | Socorro             | LINEAR          | —         | MPC                           |
| 164979     | 2000 AK152 | 8 jan 2000  | Socorro             | LINEAR          | Juno      | MPC                           |
| 164980     | 2000 AW152 | 8 jan 2000  | Socorro             | LINEAR          | Flora     | MPC                           |
| 164981     | 2000 AT167 | 8 jan 2000  | Socorro             | LINEAR          | —         | MPC                           |
| 164982     | 2000 AL171 | 7 jan 2000  | Socorro             | LINEAR          | —         | MPC                           |
| 164983     | 2000 AE178 | 7 jan 2000  | Socorro             | LINEAR          | —         | MPC                           |
| 164984     | 2000 AF193 | 8 jan 2000  | Socorro             | LINEAR          | —         | MPC                           |
| 164985     | 2000 AN207 | 3 jan 2000  | Kitt Peak           | Spacewatch      | —         | MPC                           |
| 164986     | 2000 AE219 | 8 jan 2000  | Kitt Peak           | Spacewatch      | —         | MPC                           |
| 164987     | 2000 AE234 | 5 jan 2000  | Socorro             | LINEAR          | —         | MPC                           |
| 164988     | 2000 AK239 | 6 jan 2000  | Socorro             | LINEAR          | —         | MPC                           |
| 164989     | 2000 AE247 | 2 jan 2000  | Socorro             | LINEAR          | —         | MPC                           |
| 164990     | 2000 BB2   | 27 jan 2000 | Kitt Peak           | Spacewatch      | —         | MPC                           |
| 164991     | 2000 BQ8   | 29 jan 2000 | Socorro             | LINEAR          | —         | MPC                           |
| 164992     | 2000 BX8   | 29 jan 2000 | Socorro             | LINEAR          | —         | MPC                           |
| 164993     | 2000 BW9   | 26 jan 2000 | Kitt Peak           | Spacewatch      | Themis    | MPC                           |
| 164994     | 2000 BK13  | 29 jan 2000 | Kitt Peak           | Spacewatch      | —         | MPC                           |
| 164995     | 2000 BR16  | 30 jan 2000 | Socorro             | LINEAR          | —         | MPC                           |
| 164996     | 2000 BS17  | 30 jan 2000 | Socorro             | LINEAR          | —         | MPC                           |
| 164997     | 2000 BW24  | 29 jan 2000 | Socorro             | LINEAR          | —         | MPC                           |
| 164998     | 2000 BO25  | 30 jan 2000 | Socorro             | LINEAR          | —         | MPC                           |
| 164999     | 2000 BS25  | 30 jan 2000 | Socorro             | LINEAR          | —         | MPC                           |
| 165000     | 2000 BS31  | 27 jan 2000 | Kitt Peak           | Spacewatch      | —         | MPC                           |